# Fédération sportive et culturelle de France
Vous lisez un « article de qualité » labellisé en 2013.

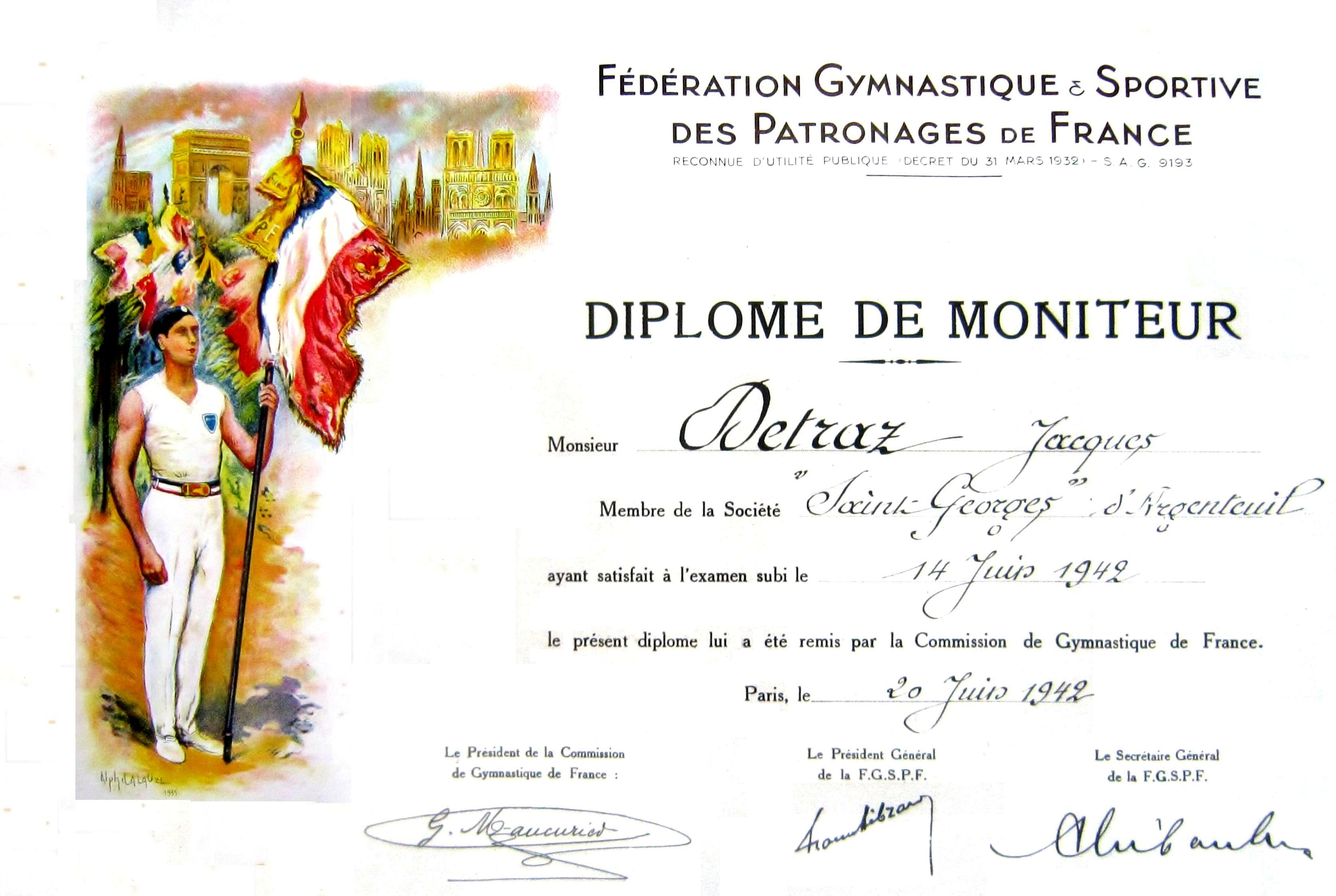
La formation, une priorité fédérale historique. Signatures Gabriel Maucurier, François Hébrard et Armand Thibaudeau

La Fédération sportive et culturelle de France (FSCF) est un organisme fondé en 1898 par le docteur Paul Michaux sous le nom d’Union des sociétés de gymnastique et d’instruction militaire des patronages et œuvres de jeunesse de France, vite remplacé par celui de Fédération gymnastique et sportive des patronages de France, afin de regrouper les nombreux patronages paroissiaux qui se développent à la fin du XIXe siècle. Si elle puise ses lointaines origines dans le christianisme social du XIXe siècle, elle doit sa véritable reconnaissance nationale à sa participation active — à travers la gymnastique et la préparation militaire — à l’important effort de redressement national qui caractérise les débuts du XXe siècle, dans un contexte délicat pour elle car bien marqué par l’anticléricalisme alors qu'une partie du clergé émet de fortes réserves eu égard à son militarisme militant. Elle contribue cependant déjà à l’éclosion des sports et plus particulièrement du football ainsi qu’à la fondation de la Fédération internationale catholique d’éducation physique et sportive.

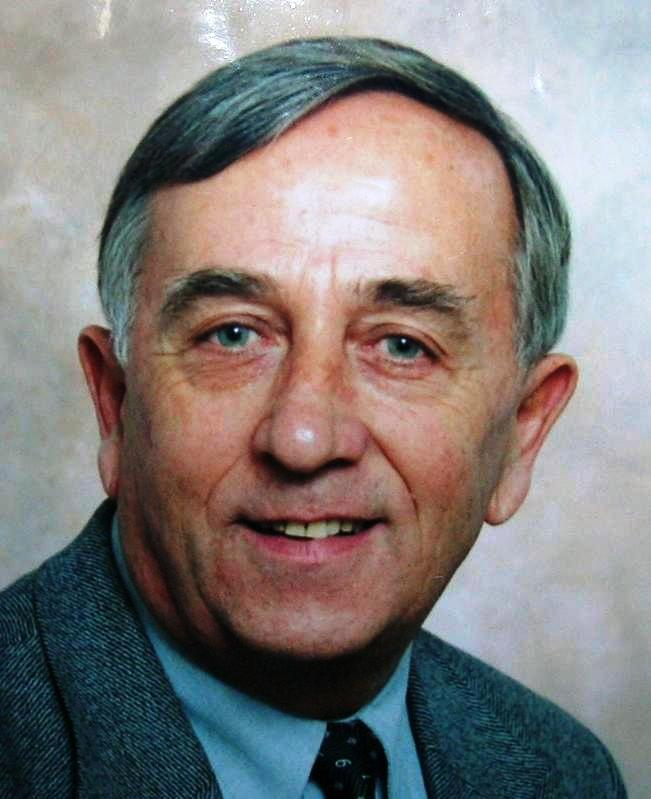
Jean Vintzel FSCF (2002-2012).
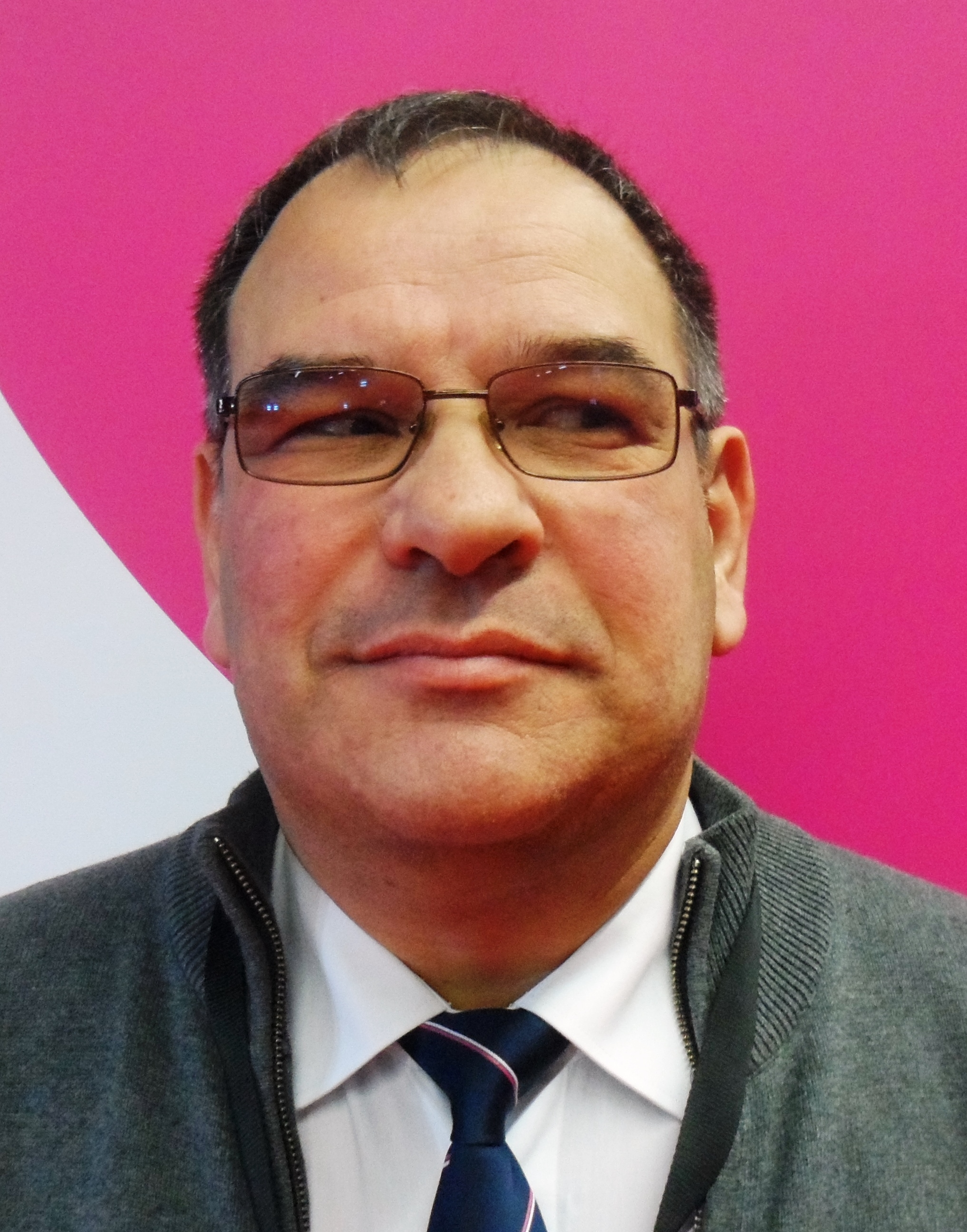
Christian Babonneau FSCF (2012-....).

Bénéficiant de la reconnaissance d’utilité publique par décret du 31 mars 1932, elle connaît entre les deux guerres un développement exceptionnel qui en fait alors un temps la première fédération française. Elle change de nom peu après la Libération pour devenir la Fédération sportive de France mais ses associations, jusqu’ici intimement liées aux paroisses, se trouvent alors souvent confrontées à une mise à distance par celles-ci. Afin de mieux les assurer de son soutien, la FSF, qui s’est jusqu’ici limitée à la seule organisation des pratiques sportives, prend à son compte l’ensemble des activités des patronages et change à nouveau son nom pour celui de Fédération sportive et culturelle de France en 1968.
Quelque peu contestée au sein du monde catholique lors de la mise en œuvre du concile Vatican II, elle ressent aussi la nécessité de se définir clairement à travers un document d’orientation fondamental où, sans renoncer à ses références initiales, elle se fixe aujourd’hui pour but la formation de citoyens (hommes et femmes), acteurs responsables des modifications de la société. Elle reste clairement d’obédience chrétienne catholique mais accueille tous les publics dans un esprit d’ouverture laïque : respect, partage et prise en compte de chacun dans l’acceptation et l’expression fondamentale de sa personnalité.

## Historique

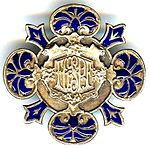
Insigne de la FGSPF.

### La Fédération gymnastique et sportive des patronages de France
Dès la première partie du XIXe siècle, des ordres et congrégations religieux introduisent les jeux et la gymnastique dans les œuvres et patronages qu’ils développent alors largement. Les premiers apparaissent dans la région de Marseille sous le Consulat avec Jean-Joseph Allemand qui les définit comme des « lieux où l’on joue et l’on prie », puis avec l’abbé Joseph-Marie Timon-David. Ils gagnent ensuite la Belgique et la région parisienne sous l’influence des Religieux de Saint-Vincent-de-Paul puis se généralisent sous l'action des salésiens et des dominicains. Mais il faut attendre l’après-guerre de 1870 pour voir se multiplier les patronages paroissiaux qui, légitimés par l’encyclique Rerum novarum du pape Léon XIII en 1891, deviennent pour plus d’un demi-siècle le vrai centre de gravité des paroisses.
C’est en 1898 que les sections sportives des œuvres parisiennes commencent à se regrouper — à l’initiative de Paul Michaux — en une organisation fédérale qui hésite quelque temps sur son appellation : l’Union des sociétés de gymnastique et d’instruction militaire des patronages et œuvres de jeunesse de France (USGIMPOJF) devient Fédération des sociétés catholiques de gymnastique (FSCG) en 1901 puis Fédération gymnastique et sportive des patronages de France (FGSPF) en 1903. Celle-ci s’associe, à travers la préparation militaire, à l’effort national destiné à prévenir le retour du conflit franco-allemand, fournissant alors à l’armée française une partie de ses cadres. Dès 1911, elle s’adjoint la première commission relative au sport scolaire français qui prend le nom d’Union générale sportive de l'enseignement libre (UGSEL).
À l’aube de l’année 1914, la FGSPF regroupe 15 000 associations essentiellement issues de patronages paroissiaux car les patronages des œuvres, peu enclins au fédéralisme à l’instar de la société de Saint-Vincent de Paul, restent le plus souvent attachés au patronage fermé. De 1918 à 1939, la FGSPF, reconnue d’utilité publique pour sa participation à la victoire, connaît un développement considérable en métropole et en Afrique du Nord. Elle contribue également de façon notoire à la promotion du basket-ball. Dès 1919, une organisation féminine homologue apparaît sous la dénomination de Rayon sportif féminin (RSF).
Sous l’occupation, les deux organismes sont contraints de fusionner sous le nom provisoire, imposé par le régime de Vichy, d’Union gymnique et sportive des patronages de France (UGSPF) pour devenir, le 22 mars 1947, la Fédération sportive de France (FSF).

### La Fédération sportive de France

Logo de la FSF.

Les débuts sont encourageants. Ses ressortissants brillent à Londres aux Jeux olympiques d'été de 1948, et elle démontre la même année la bonne santé de ses associations en réunissant à Paris 12 000 gymnastes et musiciens à l’occasion de son cinquantenaire. Le basket connaît aussi un développement notoire : tout patronage a son équipe et le haut niveau français, c’est celui de la FSF. En 1949, les Spartiates d’Oran, meilleur club d’Afrique du Nord, sont sacrés champions de l’Union française, après avoir battu l’équipe de France militaire et l’Association sportive de Villeurbanne Éveil lyonnais (ASVEL), alors championne de la métropole.
Cependant, à côté du sport, les associations posent bientôt d’autres questions à la fédération. Un Centre de liaison inter-foyers-clubs (CLI) animé par Jacques Fournier apparaît dès 1954 au sein des patros parisiens alors qu’en Alsace une Union Régionale des Loisirs (URL) dirigée par Marcel Rudloff se développe à partir de 1960 au sein de l’Avant-garde du Rhin (AGR). Les débuts de la FSF coïncident aussi avec une phase importante de succession. Les deux grands dirigeants historiques que sont le président François Hébrard et son secrétaire général Armand Thibaudeau se retirent respectivement en 1954 et 1955. Mais le passage du témoin a été prévu et un nouveau jeune secrétaire général, Robert Pringarbe, est déjà au travail. Du 3 au 6 juillet 1958 ce sont 18 000 gymnastes et musiciens qui défilent, comme en 1921, 1923, 1937 et 1948, sur les Champs-Élysées, après la réception de la présidence fédérale à l’Élysée par le président de la République, Vincent Auriol. Deux crises majeures marquent ensuite la vie fédérale :
- La première est relative aux rapports de l’État avec le monde sportif. Dans le cadre d’une nouvelle politique de développement sur sport français mise en place à la suite de l’échec des Jeux olympiques d'été de 1960, deux arrêtés de Maurice Herzog semblent menacer à terme la liberté d'association et remettre en cause le bénévolat[J3 8]. Les éditoriaux de la revue fédérale Les Jeunes s’enflamment pour leur défense et ils sont bientôt suivis des premiers recours administratifs d’une fédération sportive à l’égard de son administration de tutelle[J2 1].
- La seconde concerne les premières mises à l’écart des patronages dans certaines paroisses[LJ 1]. Après la guerre de 1914, il s’élève déjà des réserves sur la pérennité de l’usage missionnaire d’un « sport à goût de guerre »[G 6] encore voué à la préparation militaire[G 7]. Dès 1945, l’avancée de ces éléments progressistes[G 8] s’attaque au bien-fondé des patronages paroissiaux[6]. En 1964, avant son départ, le président Gilbert Olivier appelle l’épiscopat au réalisme et à une meilleure prise en compte des « chrétiens ordinaires » dans un éditorial de la revue fédérale Les Jeunes intitulé « Plaidoyer pour les chrétiens frileux »[7].

### La Fédération sportive et culturelle de France

Ancien logo de la FSCF.

Cette crise encore latente s’aggrave après le départ de Gilbert Olivier en 1965 avec la mise en œuvre du concile Vatican II. Dans son rapport d'activité du 29 novembre 1981, le secrétaire général, Robert Pringarbe déclare : « Le cordon ombilical qui nous reliait à l'institution ecclésiale, à l'Église, parfois monument de pierre et patrimoine du passé, ce cordon ombilical qui était comme le lien qui nous rattachait s'est le plus souvent rompu, comme arraché ».
En province comme à Paris beaucoup d'associations perdent leur prêtre-directeur et parfois les installations et le siège social où elles sont implantées depuis des décennies. D’autres évènements contribuent aussi à perturber le cours de la vie fédérale. En interne, les instances doivent répondre au développement des foyers-clubs qui commencent à les solliciter dès 1957, alors qu’à l’extérieur, les retombées des Jeux olympiques de Rome sur les orientations de la politique sportive de la Ve République se font sentir autant que la médiatisation apportée par le développement de la télévision. Celle-ci valorise surtout les sports olympiques avec en corollaire une dévalorisation implicite des autres formes de pratique plus modestes. L’ensemble de ces facteurs conjugués amène la fédération à réfléchir sur sa dimension d’éducation populaire et à troquer son nom pour celui de Fédération sportive et culturelle de France le 13 mars 1968,.
Celle-ci enregistre alors 153 282 licences pour 2 063 associations. Un sondage fédéral montre que 25 % de celles-ci sont implantées en milieu rural, 10 % dans les villes de plus de 300 000 habitants et que 23 % de leurs activités sont déjà non sportives : les batteries-fanfares, les colonies de vacances et la préparation du gala annuel les mobilisent largement.
Le cinéma et le théâtre sont laissés jusqu’ici aux organismes spécialisés. L’abbé Jacques Fournier et Jean-Marie Jouaret — en tant que permanent — sont les principaux artisans de cette évolution des activités fédérales qui relève plus alors de l’éducation populaire que de la culture stricto sensu.
La danse est la première activité culturelle à faire l’objet d’une commission spécifique en 1971, en même temps que la gymnastique rythmique et sportive (GRS), puis viennent les majorettes en 1973 alors que la campagne Sport pour tous amène l’apparition de la randonnée et de la gymnastique d’entretien qui devient gymnastique de détente en 1976. Les centres de vacances et l’organisation des formations qui s’y rattachent se structurent de 1974 à 1978.

Écusson commémoratif du centenaire de la FSCF

Cette année-là, fait moins connu, la FSCF accueille le championnat cycliste de la Fondation internationale du sport médical pour l’aide à la recherche (FISMAR). Le pèlerinage à Compostelle organisé en 1988 pour les 90 ans de la fédération par Maurice Davesne est l’occasion de structurer enfin le théâtre. À l’extérieur, la FSCF confirme son engagement dans l’éducation populaire en s’investissant dans les organismes nationaux, en particulier l’Office franco-allemand pour la jeunesse (OFAJ) avec Robert Pringarbe puis Jean Vintzel et l’Association de cogestion pour les déplacements à but éducatif des jeunes (COGEDEP) toujours avec Robert Pringarbe puis Jean-Marie Jouaret qui en assure la présidence en 1980.
Cette fédération a toujours été domiciliée à Paris. Ses premières années ont pour cadre l’appartement du docteur Paul Michaux, au 197 boulevard Saint-Germain, dans le 7e arrondissement ; ce n’est qu’en 1903, sans changer d’arrondissement, qu’elle intègre ses locaux propres, au 5 place Saint-Thomas-d’Aquin où la Fédération française de football (FFF) voit le jour en 1919. Elle y demeure jusqu’en 1968 et se déplace alors, sous la présidence de maître Guy Fournet, au 5 rue Cernuschi dans le 17e. Le nouveau siège social est inauguré le 3 mai 1968.
La FSCF y reste jusqu’en 1986 ; elle se transfère alors dans le 11e, au 22 rue Oberkampf, sous la présidence de Maurice Davesne deux ans avant la célébration de son quatre-vingt dixième anniversaire. Depuis, des festivités exceptionnelles et un colloque universitaire sont organisés tous les 10 ans.

### La spécificité de la FSCF
Jusqu’au milieu des années soixante, le lien étroit tissé entre les patronages et les paroisses rend superflu tout essai de définition de ce qui fait l’affinité de la FSCF, désignée en interne comme l’esprit fédéral. Cependant, en dépit de l’action modératrice de Monseigneur Stanislas Courbe, des éléments progressistes du clergé français s’efforcent d’établir le faible rendement évangélique des activités sportives des patronages. Aussi, afin de ne « pas perdre les banlieues » ni certaines autres régions en danger, la fédération et son conseiller ecclésiastique, le chanoine Jean Wolff, ressentent dès la fin des années 1950 la nécessité de publier des brochures d’éducation générale vite suivies de fiches de réflexion à l’usage des laïcs de ses associations.

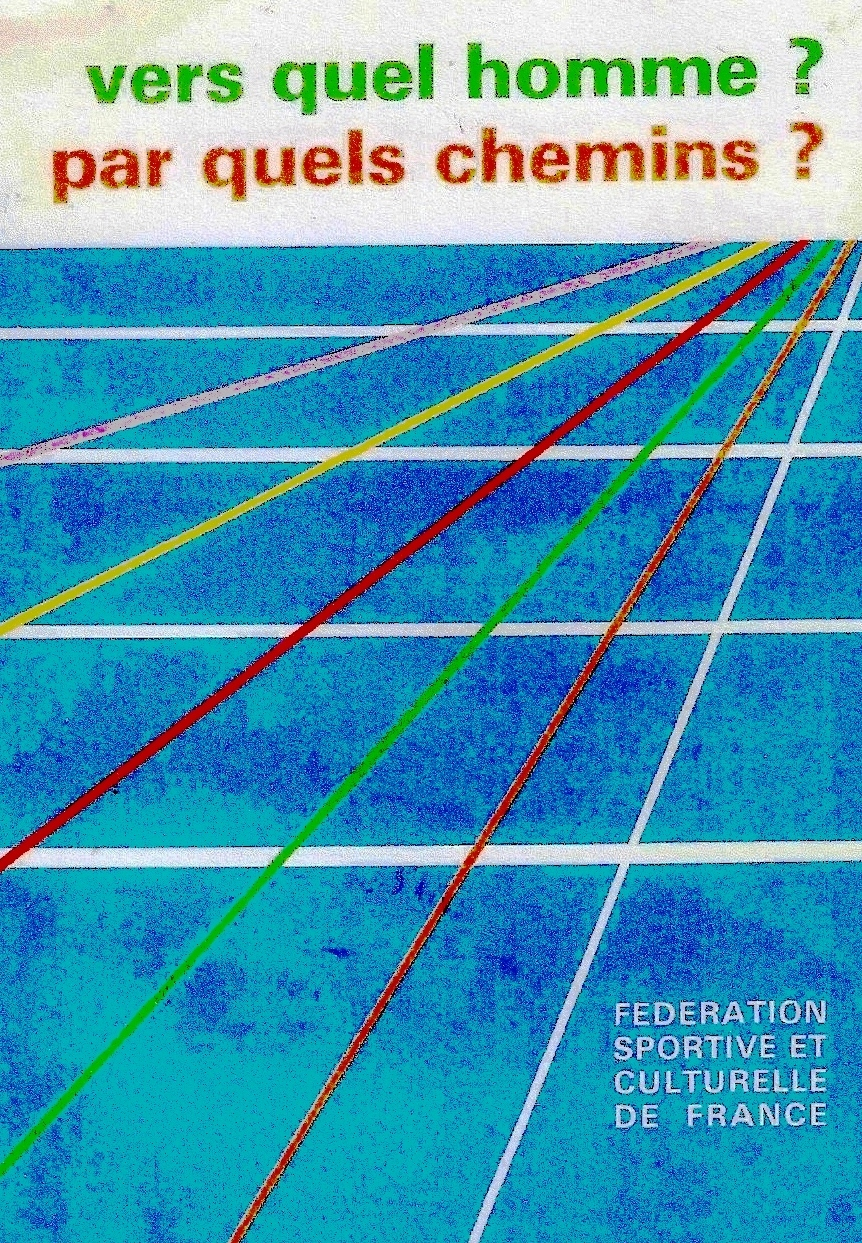
« Vers quel homme ? Par quels chemins ? » : référence FSCF, 1985.

Bien que la constitution pastorale qui en résulte, Gaudium et Spes, ne nécessite pas une telle décision ces forces progressistes utilisent l’opportunité du concile Vatican II pour remettre en cause l’assimilation des paroisses à leurs patronages. En province, des associations commencent à perdre leurs prêtres-directeurs et parfois leurs locaux et installations ; la réforme administrative de l’Île-de-France qui entraîne l’éclatement du diocèse de Versailles, bastion de la FSCF, accentue la crise en région parisienne, entraînant la disparition de la très importante Union régionale de Seine-et-Oise au sein d’une nouvelle Ligue d’Île-de-France (LIF).
Dans ce contexte conflictuel, les évènements de 1968 sont aussi pour la fédération l’occasion d’une remise en cause, et un groupe de réflexion se constitue avant la fin de l’année autour de l’abbé Jean Berthou, Andrée de Saint-Julien, Pierre Sarre, Jacques Gautheron puis Michel Viot et Max Éraud. Ce travail aboutit en 1972 à un premier document intitulé : Vers quel homme ? suivi, en 1984, de Par quels chemins ?, puis de Les moyens en 1984 également. L’ensemble de ces textes, présentés à Rome par Monseigneur Jean-Baptiste Brunon, reçoit l’assentiment pontifical. À la suite de plusieurs regroupements des cadres fédéraux sous l’autorité de Max Éraud, ils sont réunis en un document unique intitulé : Vers quel homme ? Par quels chemins ?. Celui-ci est présenté à l’assemblée générale du congrès fédéral 1985 par Monseigneur Pierre Plateau. L’ouvrage, préfacé par Pierre Pflimlin, définit toujours, en 2013, l’engagement très spécifique de cette fédération.
Cette défense d’une vision humaniste du sport au service de toutes et tous est bien reconnue du mouvement sportif contemporain qui lui a décerné pour deux actions différentes, en 2008 et 2012, un prix national du Fair Play et en novembre 2012, le prix Calvino de l’Académie nationale olympique française (ANOF) qui récompense chaque année une fédération sportive ou un club affilié pour une initiative remarquable d’intégration en son sein de personnes en situation de handicap.
La FSCF, en qualité de fédération affinitaire, a pour objectif principal de proposer au plus grand nombre d'adhérents des activités multiples (sportives, culturelles, socio-éducatives) sous toutes leurs formes : initiation, découverte, loisir ou compétition.
Elle est le seul organisme français à avoir reçu de l'État le tripe agrément : sportif, socio-éducatif et d'éducation populaire de centre de vacances et de loisirs. Elle est subventionnée à ce titre par les pouvoirs publics.

## Structures et fonctionnement général
Compte tenu de son passé et de sa tradition, la FSCF, membre à part entière du mouvement sportif français et du Comité national olympique et sportif français (CNOSF), est en 2012 la seule organisation nationale habilitée à la fois pour le sport, la culture et l’éducation populaire. En 2014, elle est présente au niveau territorial à travers 21 ligues régionales et 82 départements : comité départemental du Rhône, de la Loire, de la Gironde, etc. Certains préfèrent conserver leur appellation historique comme l’Avant-garde du Rhin. On dénombre également un comité en Polynésie française, en Guadeloupe, en Martinique et, depuis 2013, une ligue régionale Île de la Réunion-Océan indien. Elle regroupe 1 650 associations affiliées représentant 500 000 membres dont 50 % ont moins de 18 ans et 232 000 sont détenteurs d’une licence. Outre le personnel salarié, l’ensemble de ses activités et de ses structures fonctionne grâce à l’implication de 40 000 responsables bénévoles : près d’un membre sur 10 est ainsi impliqué dans le fonctionnement de son association, de son comité départemental ou régional.
Le fonctionnement fédéral ordinaire du siège social est assuré par des commissions permanentes soutenues par un service administratif composé de 27 salariés placés sous l’autorité du président et d’un directeur administratif. Il est basé sur la complémentarité de quatre groupes de personnes de typologies différentes : les élus, les nommés ou chargés de mission, les cadres d’État et les salariés. La FSCF dispose de 15 postes d’animateur du Fonds de coopération de la jeunesse et de l’éducation populaire (FONJEP) dont 11 à disposition du terrain.

### Évolution des structures en 2016
En 2016, pour se mettre en cohérence avec la loi, la FSCF modifie les répartitions territoriales et les dénominations de ses structures. Les anciennes ligues régionales deviennent des comités régionaux, toutes les entités départementales deviennent des comités départementaux (certains ayant jusqu'alors conservé le nom d'union). Les ex-comités directeurs (national, régionaux et départementaux) prennent le nom de conseils d'administration. À partir de 2017, la FSCF est ainsi composée de douze comités régionaux en métropole plus celui de Réunion-Océan indien. Faute d'implantation suffisante, les associations de Corse sont rattachées à la région Provence-Alpes-Cote-d'Azur (PACA).
Les différents règlements de compétitions sont actualisés pour répondre à cette nouvelle organisation ; par exemple les titres régionaux doivent correspondre territorialement aux nouvelles entités.

### Comité directeur
Le comité directeur  est composé de 26 membres élus tous les quatre ans (les années olympiques) par l’assemblée générale statutaire qui se tient en général en fin novembre tous les ans mais n'est élective que tous les quatre ans pour les membres du comité-directeur. La parité de chacun des deux sexes est assurée au sein du comité directeur par une proportion minimale de 40 % des postes à pourvoir par les personnes de chaque sexe. Un aumônier, désigné par sa hiérarchie ecclésiastique, complète le comité-directeur fédéral en qualité de membre permanent. Les candidats présentés par les comités départementaux ou régionaux doivent avoir une bonne connaissance de la complexité de l’environnement associatif. Des séminaires de formation managériale sont organisés pour leur permettre de compléter leurs connaissances. Les mêmes dispositions d’élection et de formation sont appliquées dans les comités départementaux et régionaux. Le comité directeur fédéral est responsable de la gestion de la fédération dans tous les domaines relevant du cadre fixé par la loi du 1er juillet 1901.

### Les nommés ou chargés de mission
Le comité directeur peut déléguer certaines responsabilités à des personnes présentant des compétences particulières : aumôniers, éducateurs, techniciens, formateurs, consultants, juges, arbitres, médecins, juristes. On retrouve dans ce groupe les responsables des commissions nationales et des groupes de travail ainsi que des représentants de la FSCF dans des structures extérieures : Comité de la flamme olympique, Comité français Pierre-de-Coubertin, Coordination des Fédérations des Associations de Culture et de Communication (COFAC).

### Cadres d'État
Le ministère met à la disposition de la fédération un poste de directeur technique national (DTN) et quatre postes de conseillers techniques nationaux (CTN) particulièrement investis dans la conception et la réalisation des programmes de formation managériale et politique ainsi que dans les montages de dossiers pour les demandes de subventions, les aides au développement de projet, les sélections aux Jeux de la FICEP.

### Salariés
Le siège fédéral comprend cinq services :
- la direction générale, dont le rôle principal est de coordonner l’ensemble des services et d’assurer la liaison avec les comités départementaux et les ligues régionales. Ce service est chargé d’organiser les rassemblements fédéraux de dirigeants et responsables (congrès, séminaires et assises de printemps). À ce service est rattachée la boutique de la FSCF où chaque association peut se procurer les programmes techniques et divers accessoires (médailles, équipements techniques ou vestimentaires, objets promotionnels) ;
- le service juridique et financier ;
- le service activités, gère l’organisation des compétitions et rencontres fédérales, le développement durable, les labellisations ;
- le service marketing et communication, garant de l’image et de l’identité visuelle de la fédération, traite les demandes de supports de communication émanant des différentes structures. Il est aussi chargé de la mise à jour du site internet ainsi que de la collecte, du conditionnement et de la diffusion par différents moyens (site internet, lettres info, feuillets volants) des informations concernant la vie de la fédération[J2 5]. Il fournit au comité de rédaction du magazine fédéral, Les Jeunes, les éléments nécessaires à sa réalisation ;
- le service formation, gère l’organisation des stages et séminaires de formation. Il a un rôle de conseil pour les structures décentralisées ; quatre de ses salariés travaillent directement en province.

## Gestion des activités
Pour une meilleure efficacité, le comité-directeur élu pour l'Olympiade 2012-2016 décide, en 2013, une réorganisation structurelle et fonctionnelle des activités.
Les commissions fédérales deviennent des commissions nationales et les ex-présidents de commissions fédérales prennent le titre de responsables nationaux. En 2014 la FSCF propose plus de 180 activités à ses 230 000 licenciés.
Toutes les activités fonctionnelles, éducatives, sportives et culturelles sont regroupées en quatre commissions de coordination et d’animation placées chacune sous la responsabilité d'un vice-président ou d'une vice-présidente :
- la commission Affaires générales gère le développement territorial, le projet éducatif et la vie statutaire ;
- la commission Activités gère les activités en développement, les centres de vacances et loisirs, les multi-activités, les manifestations, la commission juges et arbitres, la commission de discipline et la commission médicale ;
- la commission Développement durable,santé et solidarité gère la commission santé bien-être mieux-être, les labels, l'éveil de l’enfant, les publics (jeunes, familles, seniors, handicapés), la commission Histoire et patrimoine ;
- la commission Formation organise les formations fédérales et les formations professionnelles.

Il convient d’ajouter à cet ensemble les groupes de réflexion et de travail. Chaque commission ou groupe de travail fonctionne sous l’autorité d’un membre élu du comité directeur ou nommé par lui et peut comprendre des salariés du siège fédéral, du personnel du ministère (DTN ou CTN), des membres élus ou des personnes cooptées pour leurs compétences particulières. Des commissions ou des groupes de travail peuvent être constitués ponctuellement à l’initiative du comité directeur pour gérer un évènement ou une situation exceptionnels.
Pour englober les nouvelles pratiques émergentes, les commissions de danses, musiques, boules et randonnées prennent un S tandis que la natation devient activités aquatiques.
Le nouvel organigramme répartit l'ensemble de ces différentes activités en quatre entités : les commissions techniques, les commissions et groupes de travail institutionnels, les commissions et groupes de travail missionnés, les filiales.

### Commissions techniques
Les secteurs sportifs et gymniques fournissent l’essentiel des licences délivrées par la FSCF. Cependant, l’importance des autres activités ne doit pas être sous-estimée : il n’est en effet pas indispensable d’être licencié pour participer à un centre aéré, une colonie de vacances, une chorale, un groupe théâtral, un groupe éveil de l’enfant, une randonnée pédestre ou une activité de gymnastique de loisirs. En dépit de l’ingéniosité déployée par les divers échelons fédéraux, seules les associations fortement attachées à l’identité fédérale font l’effort de licencier tous leurs membres. À la FSCF, le nombre des membres des associations affiliées dépasse donc très largement celui des licenciés.
Les commissions techniques, placées également chacune sous la responsabilité d'un vice-président ou d'une vice-présidente recouvrent 3 secteurs : les activités culturelles, les activités sportives et les activités gymniques et d'expression. La mise en place d’une commission transversale du sport corporatif est envisagée.

#### Activités culturelles
Commission pratiques artistiques et culturelles.
Créée en 2013, elle remplace la commission de coordination artistique et culturelle qui couvre depuis 1968 les domaines de la jeunesse et de l’éducation populaire. Elle regroupe le chant choral et le théâtre en étant destinée à accueillir d'autres activités telles que les arts plastiques ou le cirque :
- Arts plastiques.

Les premières manifestations enregistrées par Les Jeunes datent de 1961 à l'Hermine de Nantes puis de 1970 à la Nicolaïte de Chaillot. Le 31 janvier 1988 l'Avant-garde du Rhin organise à Gersthein une exposition artistique suivie, du 12 au 19 novembre 1990, par une semaine d'éveil aux arts de l'Union départementale de Touraine qui allie un salon à des journées d'initiation aux arts. L'Alsace poursuit son action en 1992 et 1998 entrainant la Provence et l'Essonne en 1997. La FSCF prend en charge son premier salon d'arts plastique en 1995 à Veigné à l'occasion duquel elle décerne un grand prix fédéral. Suivent Épernay en 1996 et Nantes en 1997. La commission est créée en 1998, année du centenaire de la FSCF alors que Marseille accueille le salon.
- Chant choral.

Après un premier essai réussi à Beaugency en février 1956 qui a réuni 800 choristes où le chant choral est présenté comme un sport collectif, le second concours de chant choral se tient le 29 juin 1958 à Paris pour le 60e anniversaire de la fédération. Les concours deviennent ensuite annuels et la commission technique est créée le 19 mars 1969 à Orléans. Le premier regroupement notoire de cadres a lieu le 14 décembre 1975 dans le Loiret et des chorales fédérales ont les honneurs de la télévision l'année suivante. En 1988 pour le 80e anniversaire de la fédération, les rencontres de danse et de chant choral sont réunies à Clermont-Ferrand. En 1989 Yves Parmentier, chef de chœur de l'Armée française prend la présidence de la commission.
- Théâtre.

Le théâtre, comme le cinéma, est une activité historique des patronages aussi ancienne que la gymnastique, le tir ou la musique. Mais ces deux activités disposent longtemps de leurs propres structures : l'Association théâtrale des œuvres catholiques d’éducation populaire (ATOCEP) et la Fédération loisirs et culture cinématographiques (FLECC). C'est le vide créé par leur disparition qui est à l'origine de la transformation de la FSF en FSCF en 1968 pour répondre aux besoins des associations. Une commission Expression est créée le 23 octobre 1972 mais il faut attendre 1983 pour que la FSCF aborde la question du théâtre stricto sensu et 1992 pour que la commission fédérale voit le jour et que se déroule dans le Haut-Rhin la première rencontre nationale de théâtre amateur FSCF.
- Commission danses.

Élément constitutif de  la gymnastique féminine qui avait introduit Françoise et Dominique Dupuy (Ballet moderne de Paris) ainsi que Jacques Douai et Thérèse Palau (Chants et danses de France) dans l'encadrement des stages, la sous-commission de danse est créée en juillet 1970 sous la présidence de Michèle Dutigny par décision du comité directeur. Jacqueline Robinson rejoint alors l'encadrement ainsi que Titane Saint-Hubert (Maîtrise de Danse de Clermont-Ferrand), Lucette Touzet (musicienne et sœur de Claire Motte) et des cadres de la commission de gymnastique féminine. Les stages se multiplient et le premier championnat se déroule au Mans en 1972. L'année suivante la commission de danse gagne son autonomie totale et les rencontres de 1974 se déroulent à Lyon indépendamment des championnats de gymnastique féminine.
- Commission musiques.

#### Activités sportives
La commission de coordination sportive regroupe les activités sportives autres que les activités gymniques :
Commission activités aquatiques.
Peu avant la guerre 39-45, la natation apparait modestement tant à la FGSPF — qui organise un premier championnat de France le 5 août 1934 à Reims — qu'au RSF. Après la libération, une coupe fédérale de natation est organisée en 1948 pour le cinquantenaire de la FSF mais il faut attendre 1954, soit 30 ans, pour que la seconde édition du championnat de France voit le jour. Le développement est lancé et en 1969 apparaissent des épreuves régionales puis les épreuves fédérales se multiplient pour passer à 3 en 1886 avec création d'un chalenge et d'une coupe fédérale. L'ensemble semble attractif puisqu'en 1998 le Cercle des nageurs d'Antibes et celui de Marseille y participent avec leurs équipes II et III.
Commission athlétisme.
La première activité athlétique pratiquée dès les origines est le cross-country qui apparait dès 1902. La FGSPF s'engage alors également aux côtés du CFI dans le domaine des courses pédestres sur route qui se développent malgré l'hostilité de l'USFSA et organise le premier Paris-Versailles avec le challenge Doyen doté d'un objet d’art de 32,700 kg intitulé La baigneuse. En 1909, celui-ci accueille plus de 300 participants. Depuis de nombreux grands champions et championnes sont issus des patronages : Marcel Hansenne, Sera Martin, Jules Ladoumègue, Ignace Heinrich, Jacqueline Mazéas, Anne-Marie Colchen, Noël Tijou, Jean Cochard, Paul Genevay, Pierre Dasriau secrétaire de la Fédération française d'athlétisme (FFA) en 1957 puis de l'Association internationale des fédérations d'athlétisme (IAAF). À partir de 1948, l'athlétisme souffre de l'allongement de la saison des sports collectifs, bien que restant lié jusqu'en 1968 à la gymnastique, au basket et au football qui organisent chacun une épreuve individuelle combinant leur activité principale avec des épreuves athlétiques : Gymnaste-athlète, Basketteur-athlète et Footballeur-athlète. Sous la FSF, l'athlétisme fédéral comme les autres activités fédérales essaime au Maghreb : à Paris en 1958, l'Union sportive de Meknès et l'Union sportive marocaine remportent 5 titres fédéraux.
Commission basket-ball.
Commission boules.
Le premier championnat de boules des cercles catholiques a lieu à Lyon les 11 et 12 septembre 1948 en présence de Monseigneur Gerlier. Cette initiative qui se situe dans le cadre du cinquantenaire de la Fédération sportive de France est suivie le 23 janvier 1949 de la création d'une sous-commission bouliste dont le siège reste à Lyon. Le championnat de France s'enrichit d'une Coupe fédérale en 1955. À partir de 1976 apparaissent des rencontres internationales avec l'Italie. L'activité reste surtout circonscrite aux départements de la région lyonnaise : Ardèche, Isère, Loire et Rhône.
Commission football.
Commission judo, arts martiaux et disciplines associées (JAMDA).
Après une campagne de sensibilisation dans Les Jeunes, la commission est créée le 28 septembre 1958 et le premier championnat fédéral regroupe 6 associations parisiennes et 3 de province le 3 juin 1961 à Paris. Des éducateurs du judo aident alors au développement : Guy Dupuis dans le Val-d'Oise et Jacques Delvaux dans le Val-de-Marne. Depuis, alors que les féminines apparaissent en 1978, les rapports avec la fédération délégataire se sont distendus voire détériorés. Depuis 1996, sous la présidence de Jean Trocherie, la commission s'ouvre avec prudence et succès aux autres arts martiaux.
Commission randonnées.
Les premières initiatives sont dues à l'Avant-garde du Rhin et l'union du Rhône dès 1972 suivies de l'organisation d'une marche fédérale à Paris en 1978 pour le 80e anniversaire. Celle-ci relayée ensuite par les actions d'une nouvelle commission Sport pour tous et une marche fédérale vers Saint-Jacques-de-Compostelle en 1988 pour le 90e anniversaire. Depuis le comité de Provence anime largement ce secteur de la vie fédérale. L'actuelle commission randonnée cherche élargir son champ d'action à d'autres activités de pleine nature.
Commission ski et montagne.
Alors que le ski fait partie des activités du RSF, la FGSPF organise des championnats fédéraux en 1936, 1937 et 1939. Ils repartent dès 1947 au Mont Revard et 3 stages sont organisés l'année suivante, suivis en 1953 d'un Brevet interfédéral d'initiateur. Dès 1954 on note une interruption de l'activité qui ne reprend qu'en 1970 à Mont-Saxonnex. Elle se poursuit à l'initiative d'une commission plein air créée en 1972 et remplacée dès 1976 par une commission sport pour tous. Ce n'est que le 8 avril 1978 que la commission ski est officiellement créée à Lyon puis élargie le 11 avril 1981 à ski et montagne. Le ski de fond apparaît en mars 1986 avec l'Envolée blanche.
Commission tennis.
Le premier championnat fédéral mixte par équipe se déroule en 1947. L'opération n'est renouvelée que les deux années suivantes et il faut attendre 1984 pour qu'apparaisse une Coupe de France réservée aux joueurs de 4e série au plus. La commission fédérale, créée en 1987, met en place deux ans plus tard un championnat individuel pour les 3e séries qui supplante rapidement la compétition par équipe. Celui-ci est élargi aux 2e séries et 4e séries en 1992 puis aux féminines l'année suivante.
Commission tennis de table.
La commission de ping-pong créée en 1948 organise immédiatement une première Coupe nationale qui se double l'année suivante d'une compétition individuelle. Sous la présidence éclairée de Gérard Lollier, le tennis de table fédéral fournit à l'équipe de France quelques-uns de ses meilleurs éléments dont Vincent Purkart. Il organise également des opérations de grande envergure en 1963, 1965, 1966 qui révèlent d'autres grands talents comme Claude Bergeret. À partir de cette date, ce critérium de détection est repris pas la Fédération française de tennis de table (FFTT). En 1988 des régions organisent des tournois populaires qui recueillent un véritable succès et la commission fédérale fédérales entreprend de valoriser cette option.
Commission tir à l'arc.

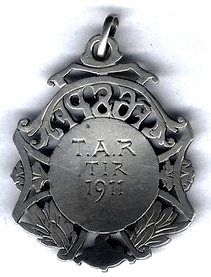
Avers de médaille FGSPF pour tir aux armes réglementaires (1911).

Les premières compétitions fédérales de tir à l'arc se déroulent en 1986 : le 25 janvier à Oullins et le 16 février à Brignais. La commission apparait en 1989, présidée par Christine Cun et le premier championnat fédéral est organisé les 19 et 20 mai 1990 à Bourg-en-Bresse selon une réglementation originale. La commission oriente ensuite son travail en direction des jeunes et du handisport.
Commission tir sportif.
Le tir est avec la gymnastique et les fanfares une des 3 activités présentes dès la création de l'Union des sociétés de gymnastique et d’instruction militaire des patronages et œuvres de jeunesse de France (USGIMPOJF) nom initial de l'actuelle FSCF en 1898. Elle dépend alors d'une commission de préparation militaire où se pratique en compétition le tir aux armes réglementaires (TAR) et il faut attendre 1933 pour relever l'organisation d'une compétition civile. La commission de tir apparait en 1949 et coexiste parfois difficilement avec sa prestigieuse et militaire devancière, chacune organisant son propre championnat de France jusqu'à la disparition de la plus ancienne en 1968. Cette disparition pose alors problème aux sections sportives, seule la Fédération française de tir (FFT) et ses délégations régionales étant habilitées à gérer la possession individuelle d'armes à feu à titre civil et sportif. Cette restriction qui fait obstacle au développement de la discipline chez tous les affinitaires se révèle particulièrement cruciale en Alsace.
Commission twirling.
Commission volley-ball.
La commission de volley-ball, créée en 1954, organise le premier championnat fédéral la même année et, dès 1955/56, on relève 7 unions qui organisent leur propre championnat. Le championnat féminin apparait en 1960 vite soutenu par la Bretagne où, dans la seule union d'Ille-et-Vilaine, le nombre des clubs passe de 0 à 60 entre 1967 et 1969. Il n'en est pas de même au niveau fédéral où cette discipline, comme le basket et le handball qui disparaît un peu plus tard, connaît des difficultés liées à la prégnance du calendrier de la fédération délégataire et à l'occupation des installations couvertes alors que les championnats ne peuvent plus se dérouler qu'en salle.

#### Activités gymniques et d'expression
Une commission de coordination spécifiquement gymnique se justifie par l’importance de ces activités au sein de la Fédération : 
Commission gymnastique artistique féminine.
Commission gymnastique artistique masculine.

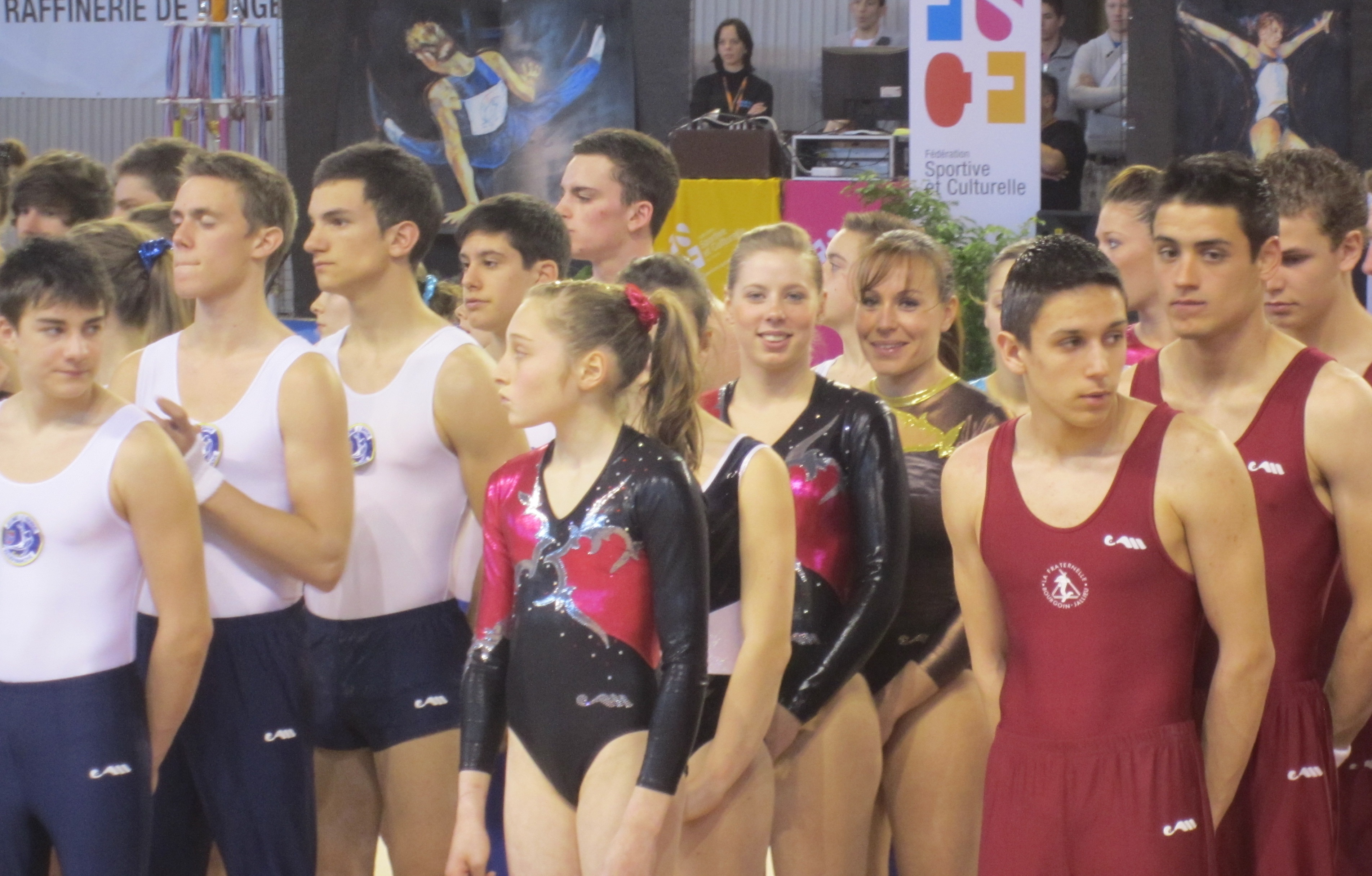
Mixte ou pas, la gymnastique est toujours l’activité principale de la FSCF.

Si les gymnastiques masculines et féminines sont gérées séparément, l'organisation de certaines compétitions — dont les coupes fédérales — est mixte. En 2012, les championnats fédéraux individuels sont organisés mixtes pour la première fois par le cercle Saint-Laurent de Wasselonne. À la demande expresse des organisateurs, de grandes manifestations peuvent regrouper épisodiquement l'ensemble des activités de ce secteur : les Open de gymnastique.
Commission gymnastique rythmique.
Jusqu'au milieu des années 1960 la gymnastique rythmique, avec ou sans engins, est une des parties constitutives de la gymnastique féminine et on en trouve des épreuves tant dans les compétitions en section que dans les compétitions par équipes. L'école Irène Popard sert de référence et en 1966 quelques cadres féminins découvrent la gymnastique allemande d'Heinrich Medau. Devant l'importance prise par ce secteur, la Fédération internationale de gymnastique (FIG) en fait une discipline totalement autonome, la Gymnastique moderne, future gymnastique rythmique. En 1970, la commission de gymnastique féminine confie à sa sous-commission danse le soin de créer un championnat de gymnastique moderne. Celui-ci apparait dès l'année suivante pour les équipes et en 1974 pour les individuelles Aînées et Jeunesses. Le vocable de Gymnastique rythmique et sportive (GRS) apparaît en 1976 et le comité directeur crée le 18 décembre la commission fédérale de GRS qui, à partir de cette date, organise ses compétitions de façon indépendante. Elle a réaffirmé récemment encore sa volonté de rester au plus près de la réalité internationale véhiculée par les médias.
Commission éveil de l’enfant.

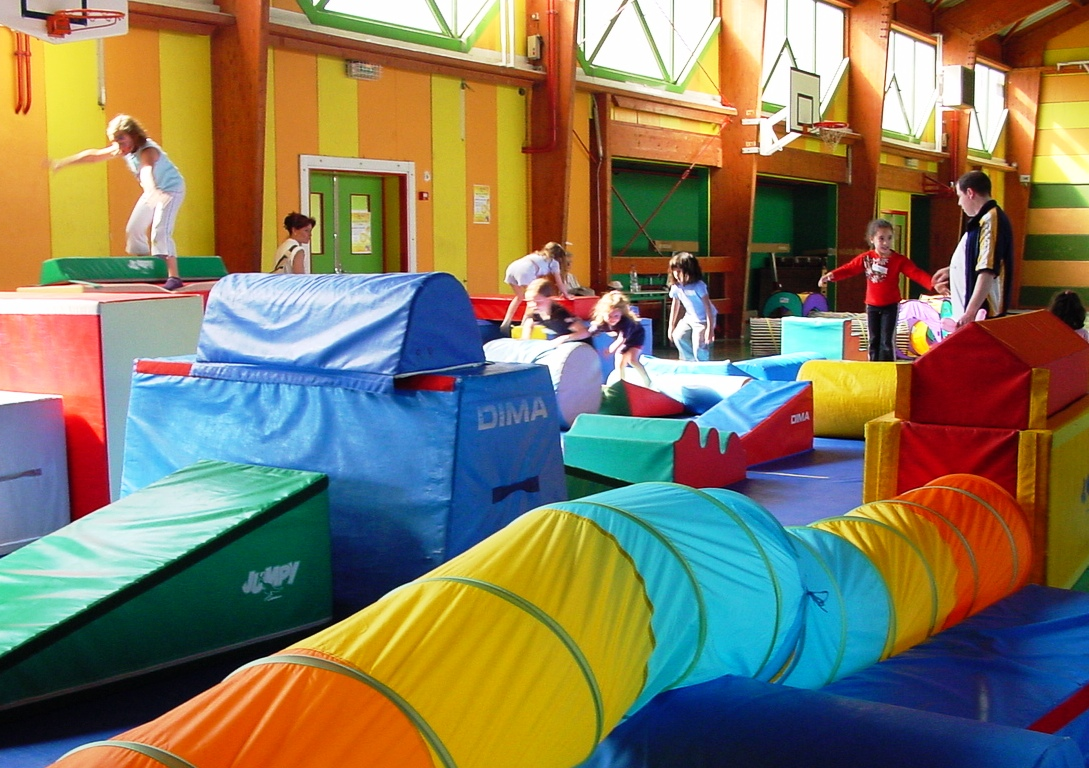
L’éveil de l’enfant, une innovation pédagogique de la FSCF.

L'éveil de l'enfant est une organisation spécifique de la FSCF qui concerne l'éducation physique des enfants de moins de 6 ans en faisant abstraction de toute initiation sportive prématurée.
Commission gym form’détente.
Dès janvier 1971, Jeanne Mamie, présidente de la commission de gymnastique féminine, alerte sur la nécessité de mettre en place une formation spécifique pour les monitrices de gymnastique d'entretien d'adultes. Le premier stage a lieu l'année même à Vittel et les autres suivent chaque année lors du grand regroupement de la gymnastique féminine au CREPS d'Aix-en-Provence en septembre. Annick Louvard fait déposer pour habilitation au ministère la maquette d'un diplôme pour l'encadrement de la gymnastique de détente qui est reconnu le 2 septembre 1976. La formation se poursuit le plus souvent à Aix avec l'apparition d'un 2e degré et d'une option gymnastique du 3e âge. En 1980, une sous-commission est créée qui ne se transforme en commission fédérale qu'en 1983. En 1998, la gym form'détente se situe au 3e rang des activités fédérales sensiblement au coude à coude avec le twirling. Depuis elle suit depuis de très près l'évolution des diplômes nationaux et établit un partenariat avec la gymnastique suédoise.

### Commissions et groupes de travail institutionnels
Ils comprennent : la commission médicale, la commission des finances, la commission de discipline, la commission d'appel, la commission de surveillance des opérations électorales, la commission juges et arbitres.
La commission médicale, comprenant le médecin fédéral, est chargée de proposer au comité directeur les éléments lui permettant de définir et mettre en œuvre la réglementation sanitaire fédérale, dans le cadre de son devoir de surveillance médicale prévu par le code de la santé publique. Elle assure le suivi des équipes fédérales lors des grands rassemblements de la Fédération internationale catholique d'éducation physique et sportive (FICEP). La FGSPF a été la première fédération sportive à instaurer le certificat médical obligatoire pour l’obtention d’une licence.
La commission des finances est garante, dans son domaine, du suivi administratif et légal des actions fédérales : budget prévisionnel, gestion comptable, bilan financier.
La commission de discipline, composée de représentants de chaque discipline, juge de tous les litiges sportifs sur rapport de la commission technique concernée.
La commission d'appel examine les appels faisant suite aux décisions de la commission de discipline.
La commission juridique se charge de l'élaboration et du suivi des contrats ; elle procure ses conseils aux structures départementales et régionales.
La commission de surveillance des opérations électorales n’entre véritablement en fonction que lors d’une assemblée générale élective, en principe tous les quatre ans, ou pour une résolution soumise au vote en assemblée générale extraordinaire.
La commission juges et arbitres, composée de 10 membres émanant des sports individuels et collectifs, a pour mission de faire respecter, en toute impartialité, les règlements établis par la FSCF ou les commissions techniques.

### Commissions et groupes de travail missionnés
Le groupe de proposition et de sens (GPS)  remplace depuis 2010 l'ancien groupe de réflexion Éthique, déontologie, identité et affinité ; il a pour objectif de maintenir et développer les principes fondamentaux de la fédération (voir la section consacrée à la spécificité de la FSCF) tout en les adaptant à la vie moderne.
La commission Histoire et Patrimoine de la FSCF, instituée par le comité directeur le 27 octobre 2012, remplace le groupe de travail du même nom créé en décembre 2007. Elle est chargée de mettre en valeur, auprès de toutes les instances, l’évolution historique de la FSCF, de ses structures associées et de ses dirigeants par la recherche, l’exploitation et la conservation de documents, particulièrement les archives fédérales consultables au siège ou déposées aux archives nationales du monde du travail, à Roubaix. Sous le contrôle d’une vice-présidente de la FSCF (enseignante-chercheuse, maître de conférences, déléguée du comité directeur), elle est composée de dix membres, dirigeants fortement engagés dans la FSCF : un docteur d’état ès lettres maître de conférences (Claude Piard), un journaliste ancien international et capitaine de l’équipe de France de basket-ball (Jean-Marie Jouaret), la responsable du groupe de travail Distinctions honorifiques de la FSCF, le président des Amis de la FSCF, la secrétaire nationale de la Fédération nationale des déportés, internés, résistants et patriotes (FNDIRP) ainsi que quelques responsables régionaux dont la notoriété en la matière est reconnue par les pouvoirs publics de leurs régions respectives.
La commission partenariat a pour mission de rechercher des ressources financières ou promotionnelles auprès des différentes sources disponibles.
La commission développement durable-solidarité. Par cette création la FSCF apporte sa contribution aux préoccupations du mouvement sportif et à l'Agenda 21 du Comité national olympique et sportif français (CNOSF).
La commission santé bien-être/mieux-être, créée en 2013, matérialise la volonté politique d'intégrer des membres issus de milieux divers afin de travailler sur les problèmes liés à la prévention et porteurs de projets locaux.
La commission de formation coordonne la formation des cadres des associations qui reste une préoccupation historique constante de la FSCF, habilitée de surcroît depuis 1978 à délivrer les brevets d’aptitude aux fonctions d’animateur (BAFA) et les brevets d’aptitude aux fonctions de directeur (BAFD). Attachée au bénévolat, la FSCF a néanmoins longtemps contribué à former les enseignants d’éducation physique de l’enseignement privé. Elle n’a donc pas hésité à prendre aussi en compte l’évolution de l’encadrement et de sa formation continue vers la professionnalisation. Pour la saison 2009-2010, la formation à la FSCF, toutes structures (départementales, régionales et nationale) et toutes disciplines (sportives, artistiques, culturelles) confondues, c’est 14 866 stagiaires accueillis, 630 stages organisés plus sept formations qualifiantes outre BAFA et BAFD : Brevet professionnel de la jeunesse, de l’éducation populaire et du sport (BP JEPS) et Certificat de qualification professionnelle, animateur de loisir sportif (CQP ALS). En 2011, la FSCF initie un cycle de « Séminaires d’accompagnement à la prise de responsabilités fédérales » destiné aux dirigeants déjà engagés dans les instances fédérales et qui souhaitent prendre de nouvelles responsabilités.
Le comité de rédaction des Jeunes, composé de salariés et de bénévoles, est chargé de la relecture et de la mise en forme du magazine à partir des éléments qui lui sont fournis par le service marketting et communication.
Le groupe informatique apporte une assistance technique et logistique à la communication et aux services, notamment en assurant la maintenance et le suivi du site internet.
Le groupe distinctions honorifiques gère les dossiers biographiques des membres du comité directeur et des dirigeants nationaux de la fédération. Il prépare les dossiers et en assure le suivi pour les demandes de récompenses à octroyer aux adhérents méritants : médailles fédérales ou ministérielles, décorations étrangères ou pontificales.
En interne, la FSCF récompense l’engagement bénévole de ses membres par des épinglettes portant le sigle fédéral, des médailles ou des plaques à l’effigie du docteur Michaux. Ces récompenses sont de quatre types : 
- le mérite fédéral (bronze, argent ou vermeil) destiné aux seuls membres des associations ;
- le dévouement fédéral (bronze, argent ou vermeil) attribué aux dirigeants et moniteurs [N 2] ;
- la reconnaissance fédérale (bronze, argent ou vermeil) attribuée après décision du comité directeur, accessible à tous les membres quelles que soient leurs fonctions ;
- l’honneur fédéral vermeil, plus haute distinction fédérale, attribuée après décision du comité directeur, pour plus de 35 années de bénévolat dans les rangs de la FSCF).

Lors d’une remise de récompense dans le cadre d’un rassemblement fédéral, la responsable du groupe organise la présentation du récipiendaire en prévoyant, si nécessaire, une marque de sympathie pour le conjoint (bouquet de fleurs ou cadeau approprié). Le comité directeur peut également décerner à ses anciens membres un titre honoraire associé à la fonction précédemment occupée : membre d’honneur, président ou vice-président d’honneur.

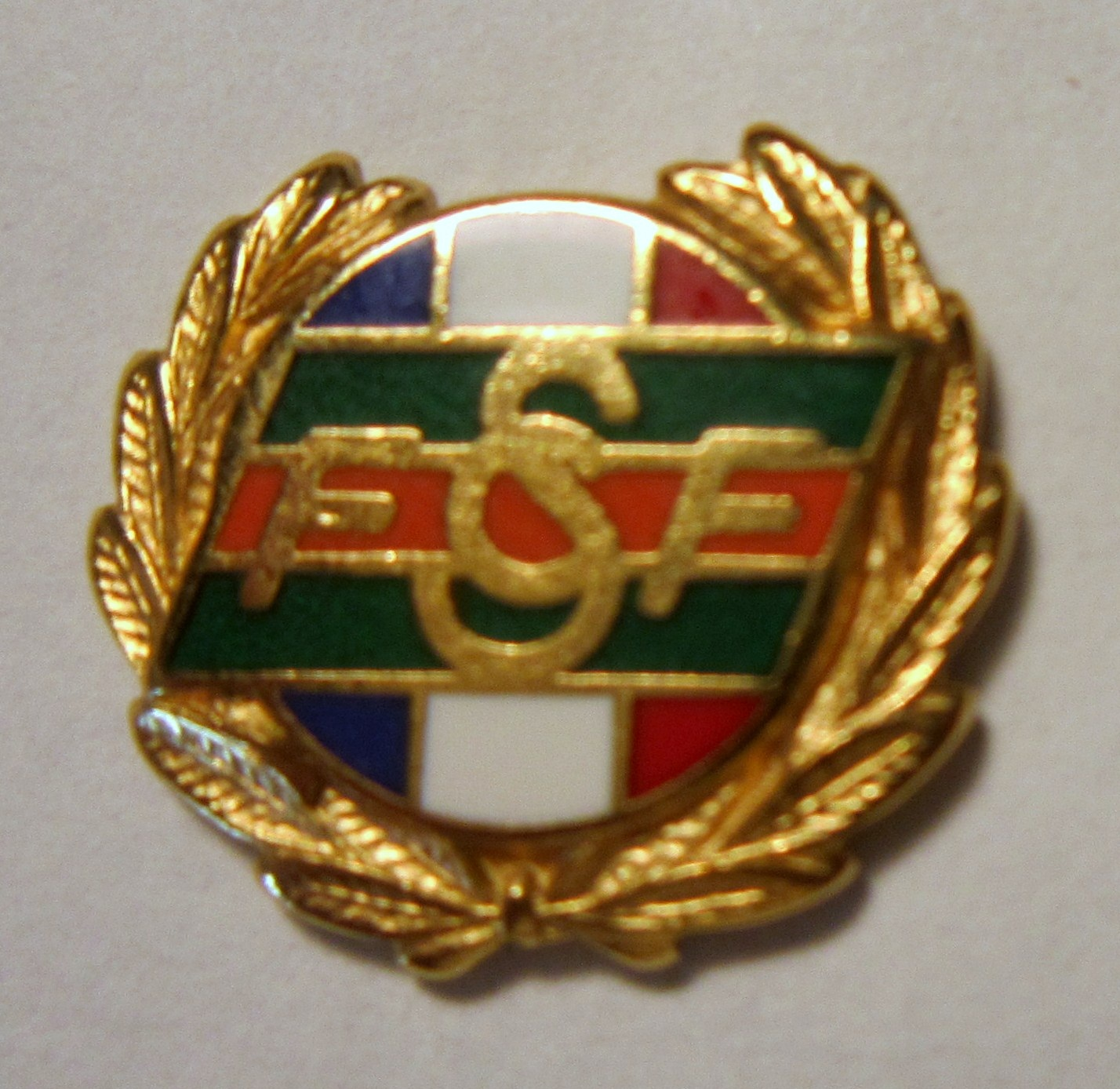
Insigne de l’Honneur fédéral vermeil FSCF
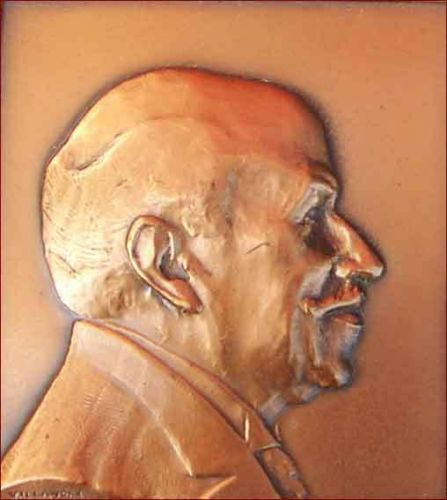
Plaque de l’Honneur fédéral vermeil FSCF

Le groupe relations territoriales, placé sous la responsabilité du 1er vice-président, est chargé des rapports avec les structures déconcentrées (comités départementaux, comités de ligues) et les organismes extérieurs tels que le CNOSF ou le ministère des sports. Il répond aux incidences de la mise en œuvre de la révision générale des politiques publiques (RGPP) au niveau du monde sportif associatif.

### Filiales
Les fournitures générales sportives des patronages de France constituent la structure commerciale de la FSCF où chaque association peut se procurer les programmes techniques et divers accessoires (médailles, équipements techniques ou vestimentaires, objets promotionnels).
L'institut de formation FSCF.
L'évolution du contexte de la formation a incité la FSCF à proposer, à partir de 2007, ses propres formations professionnelles qualifiantes. Depuis, l'évolution de ce secteur a conduit le comité directeur à décider la création d'un institut de formation établi sous la forme d'une société par actions simplifiée à associé unique (SASU) immatriculée le 6 février 2012 au Registre du commerce et des sociétés  (RCS) de Paris.

### Les Amis de laFSCF
Une première association est créée le 13 novembre 1960 sous le nom Amicale des Anciens de la Fédé. À partir de 1970, elle publie son propre bulletin d’information sous le titre Les Aînés. De 1964 à 1986, lors de chaque congrès fédéral — qui se tient alors à Paris — une délégation ravive la flamme à l’Arc de triomphe le vendredi soir et se rend sur la tombe de son fondateur, Paul Michaux, au cimetière du Montparnasse le dimanche matin. Elle disparaît en 1986 par suite de la désaffection d’une grande partie de ses membres et du déplacement du congrès fédéral en province. L’association Les Amis de la FSCF, créée le 7 octobre 2004 et déclarée au journal officiel le 2 juillet 2005, reprend dans le même esprit la réunion de celles et ceux qui se considèrent comme les amis de la FSCF et maintient le lien de fraternité et de solidarité entre eux en organisant des rencontres conviviales et mémorielles. Depuis 2008, elle attribue chaque année le trophée du jeune dirigeant ou du jeune responsable.

## Dirigeants

### Présidents
De 1898 à 1972, les présidents de la FSCF appartiennent à l’intelligentsia catholique des patronages parisiens : un chirurgien-chef des hôpitaux de Paris le docteur Paul Michaux de 1898 à 1923 et un professeur de droit doyen de l’Institut catholique de Paris (ICP), François Hébrard de 1923 à 1956, qui à eux seuls assurent la pérennité fédérale pendant 57 ans ; ensuite le recrutement — sinon la cooptation — se fait par le réseau des juristes catholiques parisiens ; deux avocats se succèdent : maître Gilbert Olivier de 1956 à 1965 puis maître Guy Fournet de 1965 à 1972.

Paul Michaux FGSPF (1898-1923).
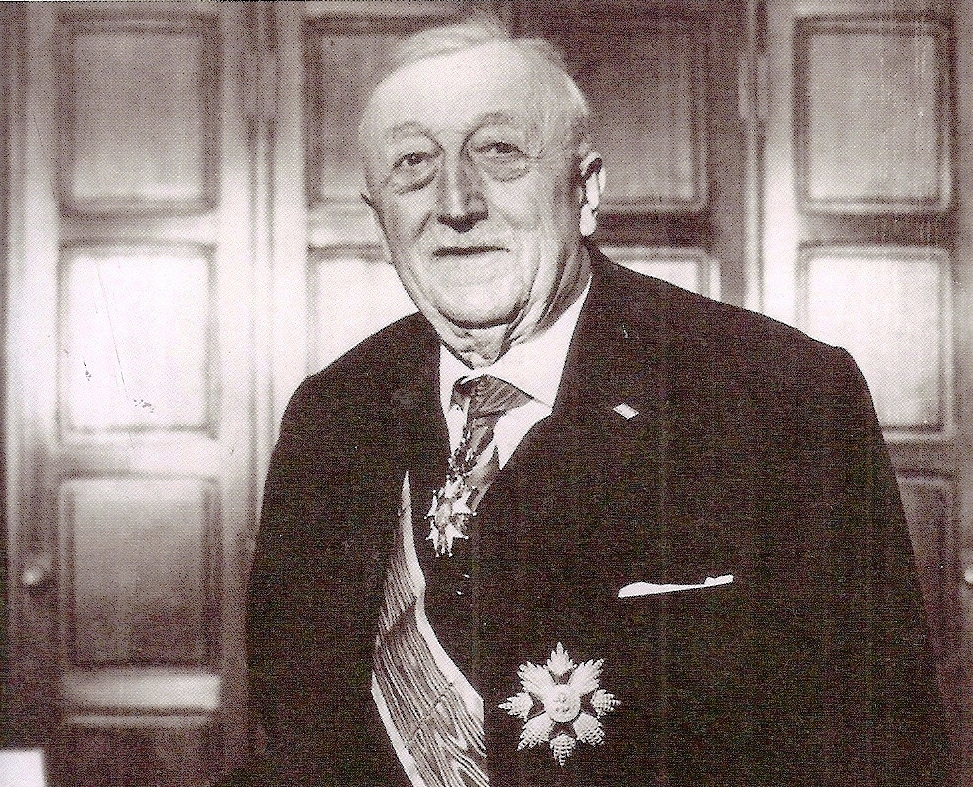
François Hébrard FGSPF/FSF (1923-1956).
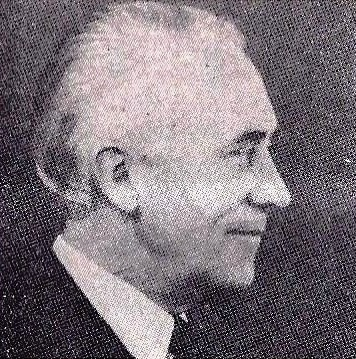
Gilbert Olivier FSF (1956-1965).
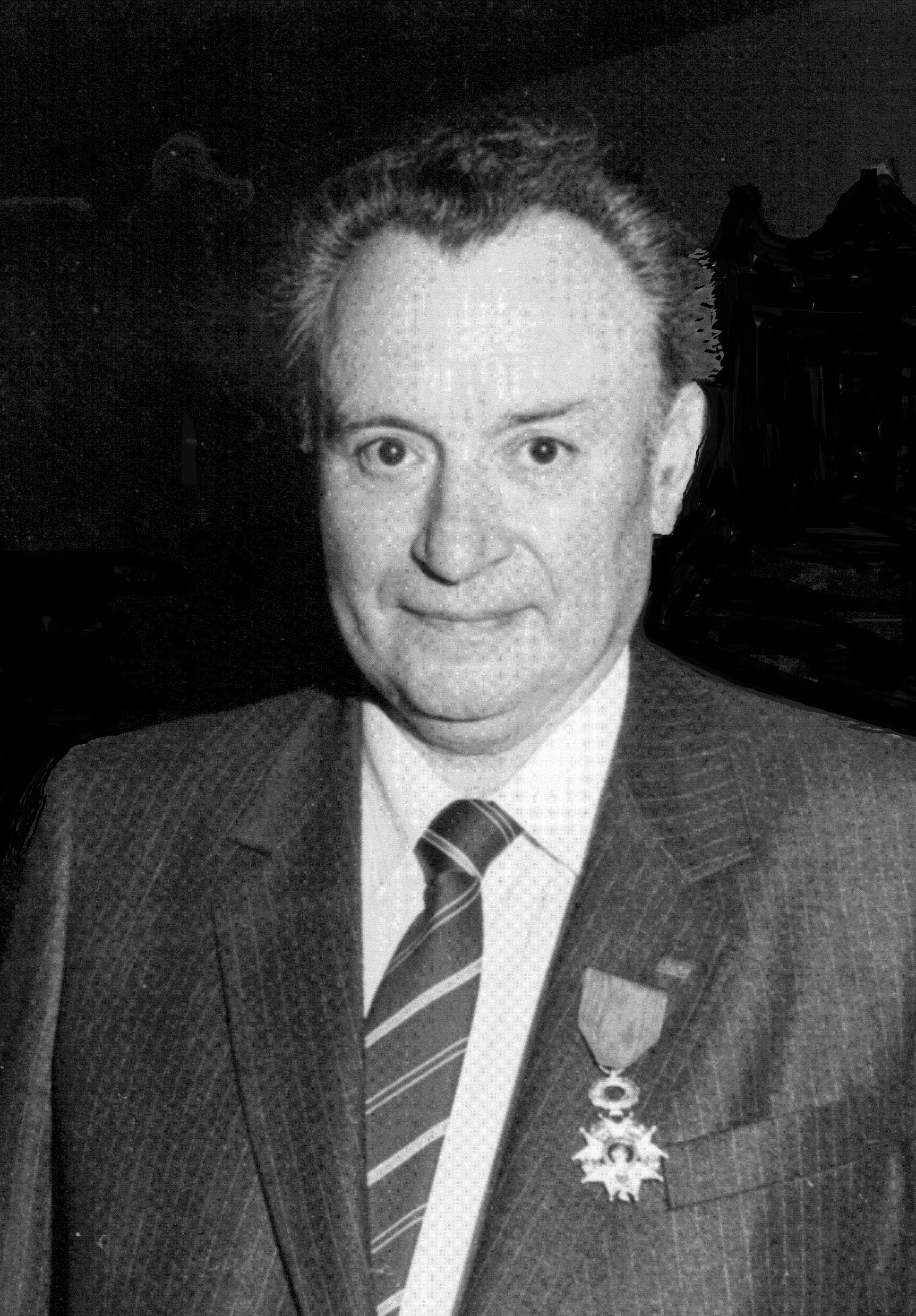
Guy Fournet FSF/FSCF (1965-1972).
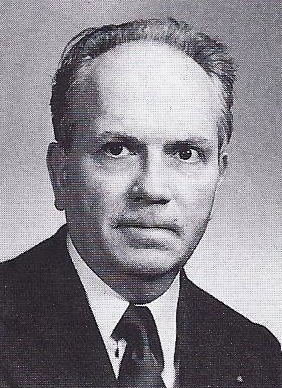
Jacques Gautheron FSCF (1972-1984).

Les origines professionnelles se diversifient ensuite : avec Jacques Gautheron, ingénieur et premier provincial accédant à la fonction, de 1972 à 1984 puis Maurice Davesne, entrepreneur de travaux publics, de 1984 à 1988. À partir de cette date une crise de succession explique un roulement plus important. Le vice-président Max Éraud accepte alors d’assurer deux années d’intérim de 1988 à 1990 puis le président précédent reprend deux ans de service avant que la fédération n’adopte le rythme imposé par l’évolution de la législation limitant les mandats présidentiels (loi du 6 juillet 1984, dite loi Avice).

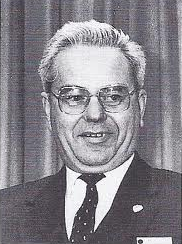
Maurice Davesne FSCF (1984-1988).
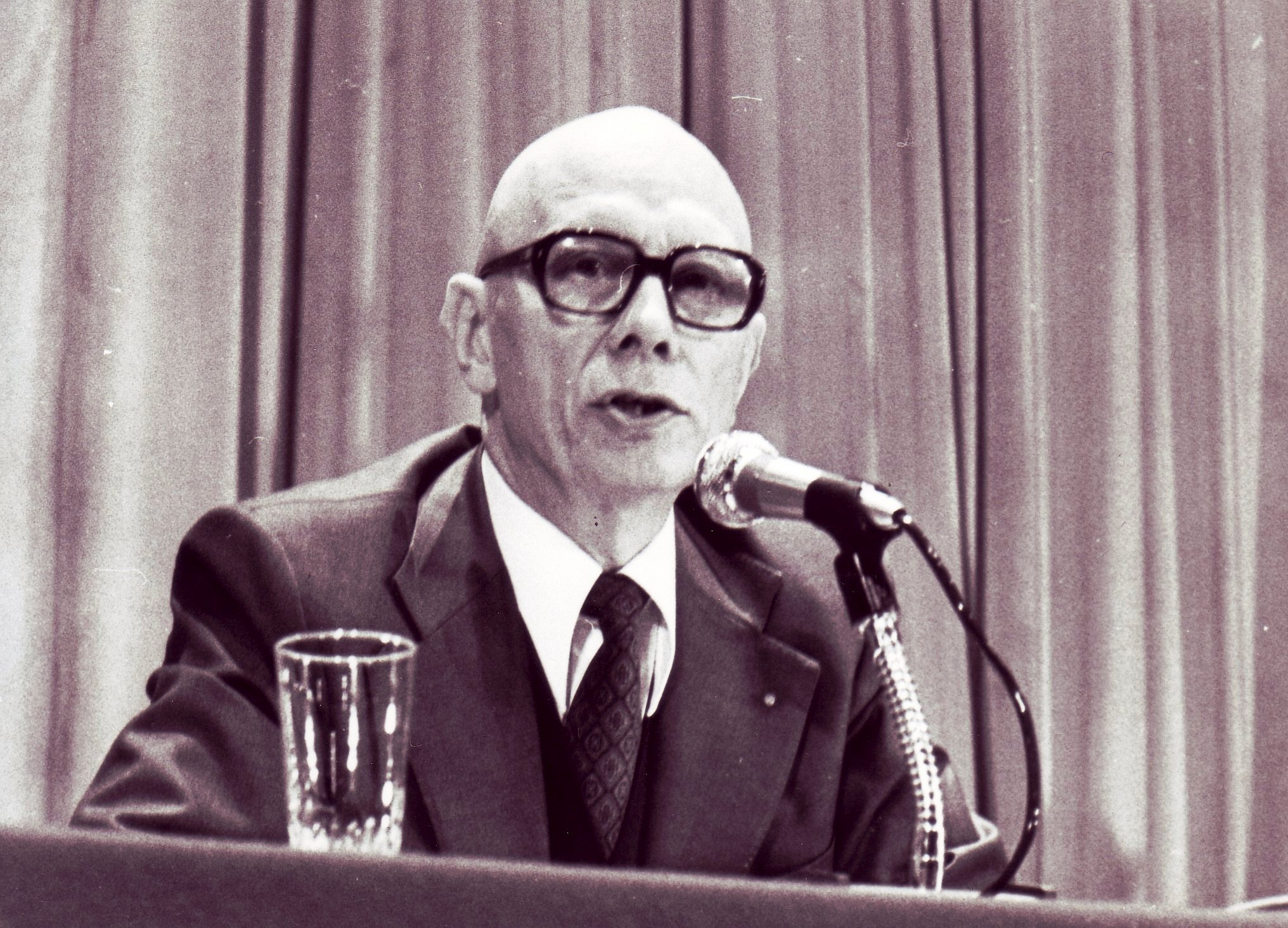
Max Éraud FSCF (1988-1990).
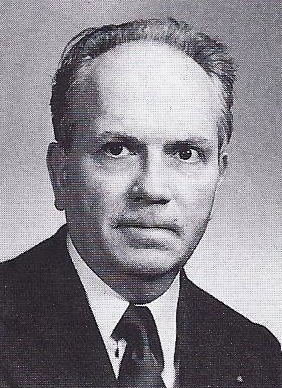
Jacques Gautheron FSCF (1990-1992).
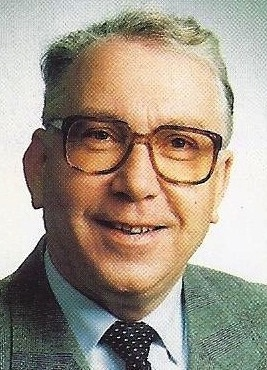
Clément Schertzinger FSCF (1992-2002).

Les mandats suivants sont assurés par Clément Schertzinger de 1992 à 2002 et Jean Vintzel de 2002 à 2012. L’originalité du mandat de ce dernier est son engagement fort au sein du mouvement sportif national, fonction plutôt assumée jusque-là par les directeurs administratifs. Le 23 novembre 2012 Christian Babonneau prend la tête de la FSCF.
- Jean Vintzel
FSCF (2002-2012).
- Christian Babonneau
FSCF (2012-....).

### Directeurs et directrices administratifs
Dans les premières années, les fidèles du docteur Michaux se réunissent dans son appartement pour régler les problèmes courants, François Hébrard assurant la fonction de secrétaire général. Ce n’est qu’en 1905 avec l’emménagement de la fédération au 5 place Saint-Thomas-d’Aquin que se pose la question d’une administration permanente. Le premier secrétaire général appointé est Léon Lamoureux (1861-1937), originaire de Blaye (Gironde) qui cumule les fonctions de trésorier mais la tâche se révèle bientôt trop vaste et on fait appel pour le seconder à Charles Simon président bénévole de la commission de football et d’athlétisme. Charles Simon devient ainsi secrétaire général sportif et Léon Lamoureux secrétaire général trésorier. Comme Léon Lamoureux est salarié, son adjoint l’est également rapidement ce qui fait du duo Lamoureux-Simon des pionniers dans le domaine des dirigeants sportifs appointés.

Léon Lamoureux FGSPF (1905-1909).
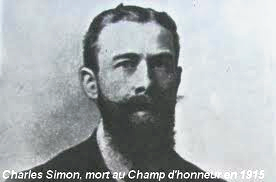
Charles Simon FGSPF (1905-1915).
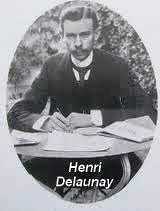
Henri Delaunay FGSPF (1915-1919).
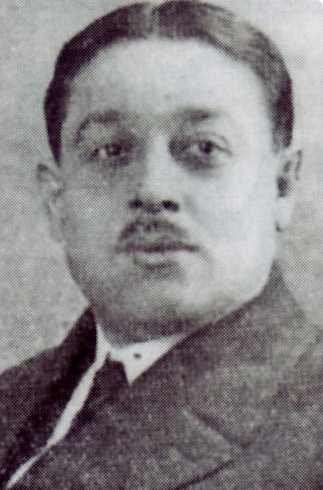
Armand Thibaudeau FGSPF/FSF (1919-1954).
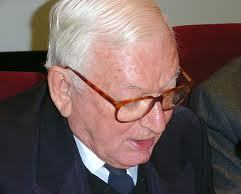
Robert Pringarbe FSF/FSCF (1954-1986).

Après la disparition prématurée de Charles Simon et le passage éclair d’Henri Delaunay — tous deux issus du même patronage parisien : l’Étoile des Deux Lacs — appelé à d’autres fonctions avec la création de la FFF, la stabilité devient la première caractéristique de cette fonction : trois directeurs des services se sont succédé entre 1919 et 2002. Véritables « bras droits » des présidents successifs, ils ont souvent été les représentants de la fédération à l’extérieur, assumant à l’occasion des fonctions importantes au niveau du sport français et deux d’entre eux ont également assuré le secrétariat général de la FICEP. Armand Thibaudeau reprend la fonction en 1919 à titre bénévole et commence à structurer l’administration qui absorbe celle du RSF après 1945. Au moment de son départ, en 1954, Robert Pringarbe, Gérard Lollier, Eugénie Duisit sont employés à la fédération. Le premier succède à Armand Thibaudeau et ne tarde pas à embaucher Jean-Marie Jouaret qui reprend lui-même les rênes en 1986 au départ de Robert Pringarbe. En 2002, Jean-Marie Jouaret prend sa retraite et est remplacé par Betty Weiss qui meurt brutalement le 31 décembre 2009. Gladys Bézier est ensuite nommée directrice des services en 2010 et devient trésorière du Conseil social du mouvement sportif (COSMOS) le 30 novembre 2011, avec pour suppléant Vincent Cartier, responsable administratif et financier de la FSCF. Le 1er septembre 2016 elle quitte ses fonctions et est remplacée par Éric Salanoubat qui ne reste en poste que quelques mois. Laurence Sauvez, directrice technique nationale (DTN), prend alors en charge le pilotage d'un comité de coordination jusqu'au 31 décembre 2020. Fabienne Vénot lui succède en juin 2021.

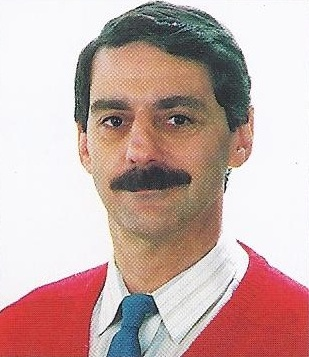
Jean-Marie Jouaret FSCF (1986-2002).
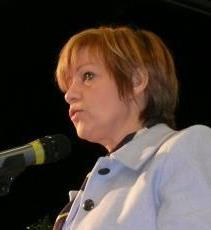
Betty Weiss FSCF (2002-2009).
Éric Salanoubat FSCF (2016-2017).
Laurence Sauvez FSCF (2017-2020).

## LaFSCFet l'Église
Si les rapports locaux entre les patronages et leurs paroisses respectives se sont le plus souvent distendus, ils persistent néanmoins au niveau fédéral avec la présence d’un aumônier-conseiller ecclésiastique national et le suivi d’un évêque accompagnateur.

### Aumôniers fédéraux
Jusqu’en 1948 des ecclésiastiques siègent ad hominem en tant que représentants élus au comité directeur de la fédération mais ce n’est qu’à partir de cette date que l’épiscopat lui délègue spécifiquement un prêtre-accompagnateur. Le premier aumônier fédéral mis officiellement à la disposition de la FSCF avec titre de conseiller ecclésiastique est le chanoine Jean Wolff (1948-1958). Athlète de bon niveau, major de l’école de Joinville et capitaine de son équipe de basket, il vient de Championnet-Sport. C’est un autre grand sportif, le révérend père Alain Maucorps, jésuite, qui lui succède de 1958 à 1962 pour accompagner le comité directeur alors appelé « comité central ». La fédération lui doit les premières fiches de réflexion à l’usage des laïcs. Son successeur, Jean Berthou (1962-1972), vient de l’Armoricaine de Brest. Homme de terrain, il s’astreint à visiter chaque année les Centres régionaux d’éducation physique et sportive (CREPS) de France où se tient la plus grande partie des stages fédéraux. Il lui revient aussi d’initier avec Jacques Gautheron l’approfondissement de l’affinité fédérale.

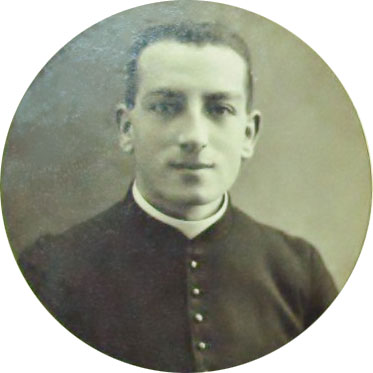
Jean Wolff FSF (1948-1958).
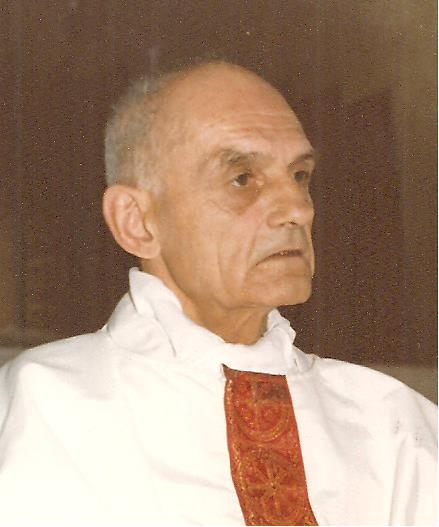
Alain Maucorps FSF (1958-1962).
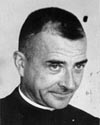
Jean Berthou FSF/FSCF (1962-1972).
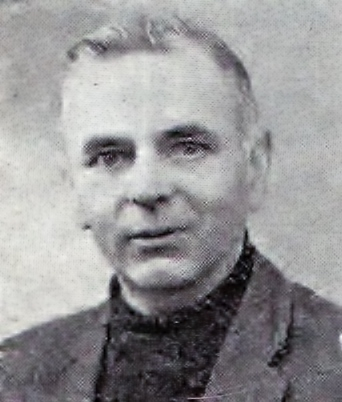
Michel Viot FSCF (1972-1979).
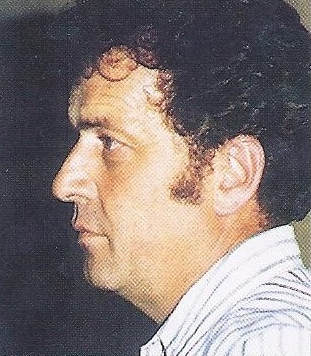
Gabriel Gonnet FSCF (1979-1982).

Ses successeurs s’appliquent à poursuivre cette tâche : Michel Viot (1972-1979), nantais, le premier à délaisser la soutane pour l’habit de clergyman puis Gabriel Gonnet (1979-1982), basketteur de l’Élan de Lyon et Jean-Marie Sarron (1983-1987), franc-comtois. Il incombe à celui-ci d’inviter Mgr Pierre Plateau, évêque de Bourges, accompagnateur de la FSCF, au congrès de 1985 pour marquer l’achèvement des travaux relatifs à la définition des missions de la fédération et la publication de l’ouvrage de référence. Entre 1987 et 1993 deux aumôniers se partagent le « territoire fédéral ». René Dersoir, basketteur de l’Avenir de Rennes nommé en 1987 déjà fortement engagé à la fédération au niveau des centres de vacances est responsable de l’Ouest, du Sud-ouest, du Centre, de la Polynésie et de la Guadeloupe. Il est rejoint en 1988 par Gilles Mallet, un franciscain qui a précédemment relancé le tennis de table à l’Avant-Garde caennaise et qui prend en charge le Nord, l’Est, le Sud et la FICEP.

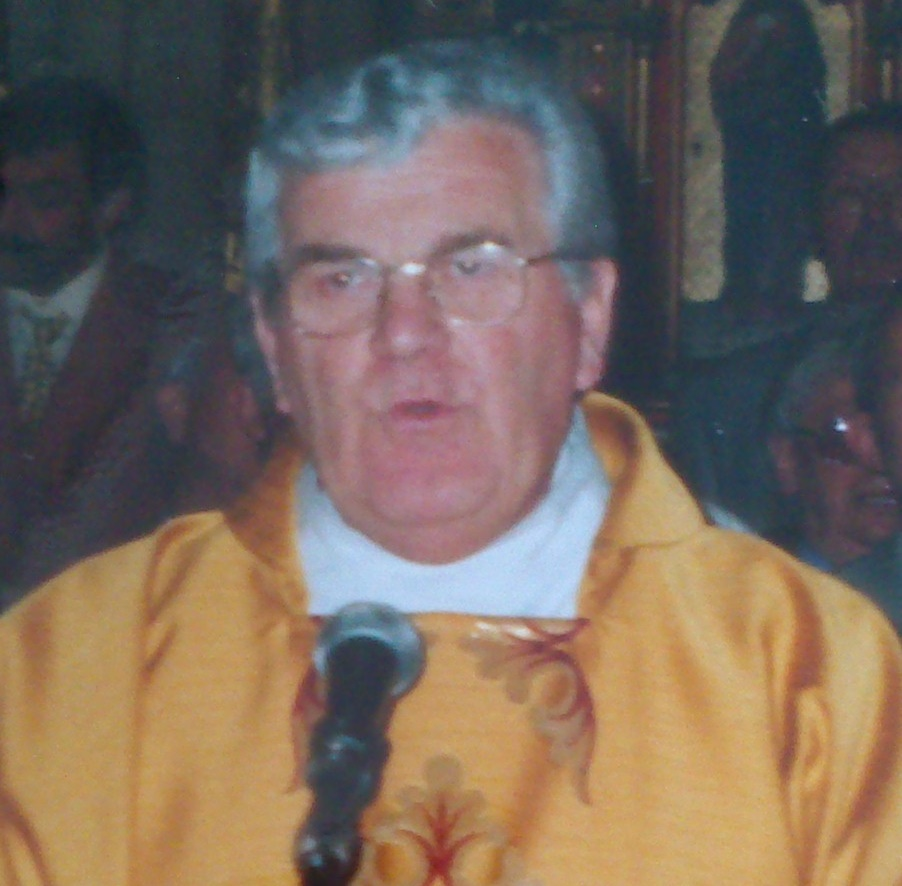
Jean-Marie Sarron FSCF (1983-1987).
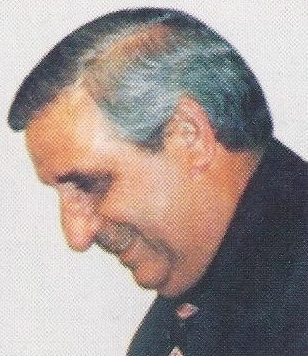
René Dersoir FSCF (1987-1991).
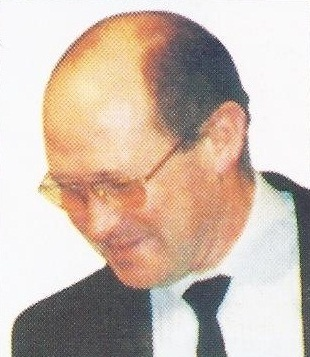
Gilles Mallet FSCF (1988-1993).
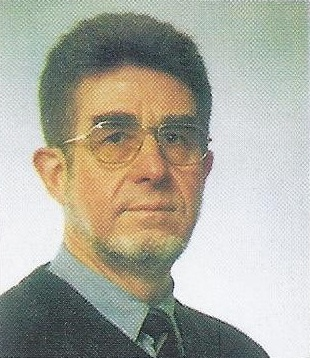
Bernard Le Moine FSCF (1993-1999).
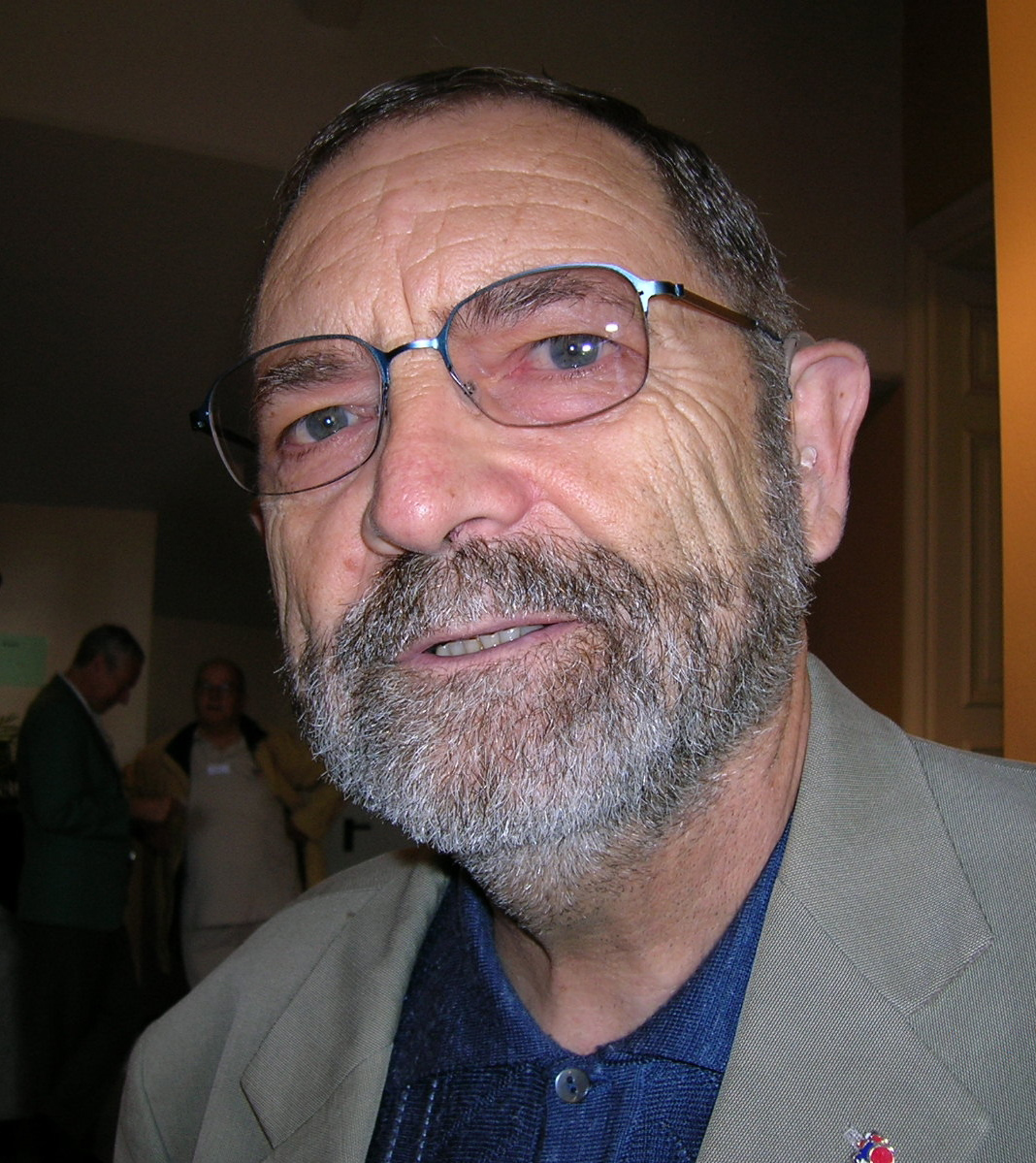
Jean-Yves Saunier FSCF (1999-2009).

Hormis les deux premiers nommés à ce poste et la parenthèse Gabriel Gonnet/Jean-Marie Sarron, l’aumônerie de la FSCF n’échappe pas au Grand Ouest. Se succèdent en effet ensuite Bernard Le Moine (1993-1999) également basketteur de l’Avenir de Rennes, Jean-Yves Saunier (1999-2009) arbitre de football de Nantes et, depuis 2009, Louis Michel Renier, professeur à la faculté de théologie de l’université catholique d’Angers. Il est remplacé, en mars 2017, par Marcel Nezan, ancien aumônier militaire — il a servi au Kossovo, en Bosnie et en Côte d'Ivoire — attaché au diocèse de Laval où il est plus particulièrement chargé des relations avec les organismes ruraux. Depuis 2021 Gilles Morin, provincial des religieux de Saint-Vincent-de-Paul assure sa succession. Hormis Alain Maucorps, Gilles Mallet et Gilles Morin les aumôniers de la FSCF appartiennent tous au clergé diocésain.

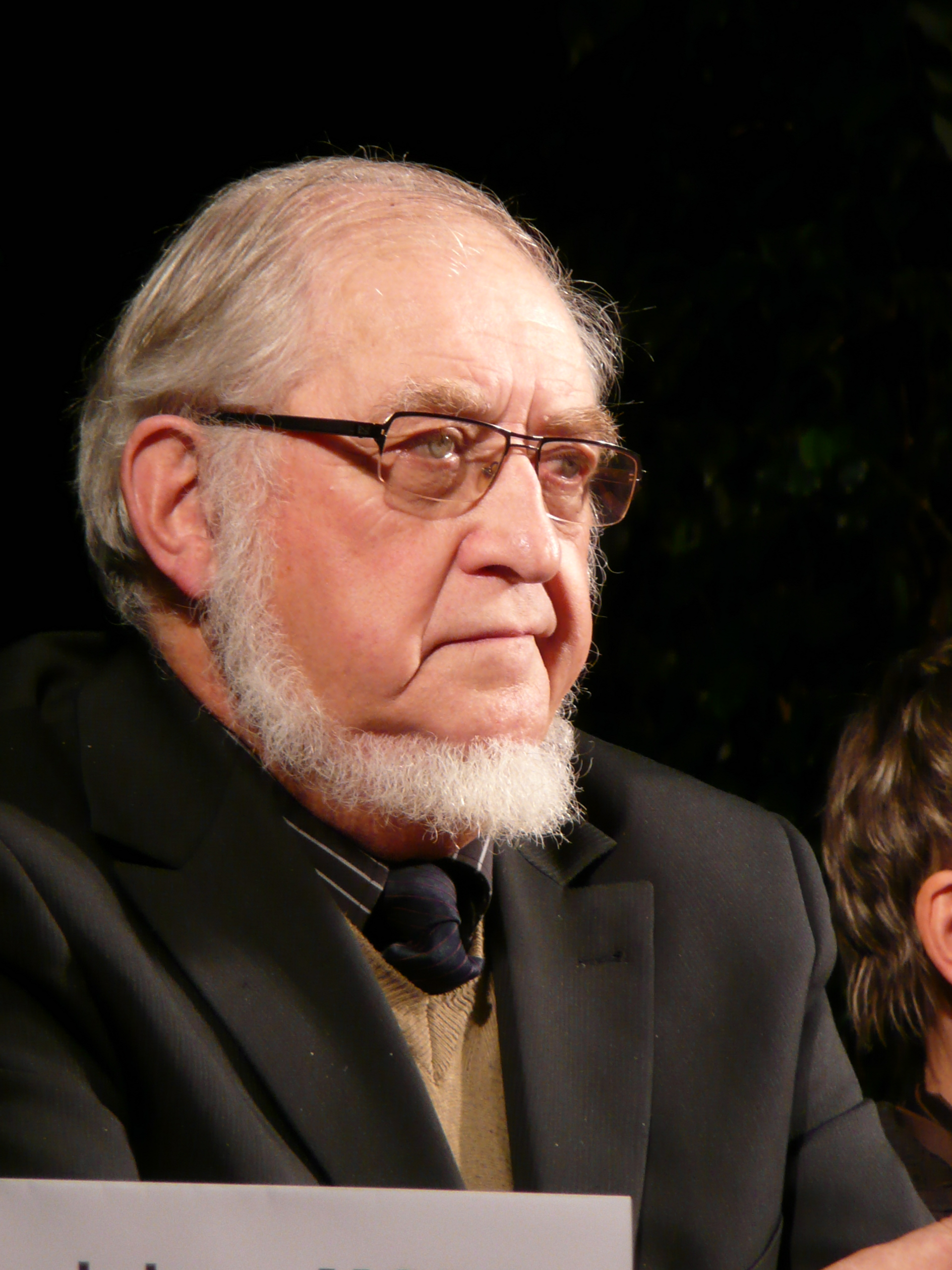
Louis-Michel Renier FSCF (2009-2017).
Marcel Nezan FSCF (2017-2021).
Gilles Morin FSCF (2021-....).

,

### Évêques accompagnateurs
Jusqu’en 1952, René Barbier de la Serre, Stanislas Courbe puis Maurice Feltin — qui disait au clergé parisien « Le temps passé par un prêtre dans une cour de patronage n’est pas du temps perdu » — suivent ad hominem avec intérêt les travaux du comité directeur de la fédération. À cette date la conférence des évêques de France lui détache un « évêque protecteur ». Se sont succédé dans cette tâche : Robert Picard de La Vacquerie (1952-1960), Alfred Atton (1960-1978), Jean-Baptiste Brunon (1978-1985), Pierre Plateau (1985-1986). Avec ce dernier les évêques protecteurs changent d'appellation pour devenir évêques accompagnateurs. Se sont succédé depuis à ce nouveau poste : Adolphe-Marie Hardy (1986-1996), Pierre Pican (1996-2010), Benoît Rivière (2010-2012) et, depuis 2012, Thierry Brac de La Perrière, évêque de Nevers, dont les ancêtres sont à l’origine des patronages lyonnais dès la fin du XIXe siècle.

## Les associations

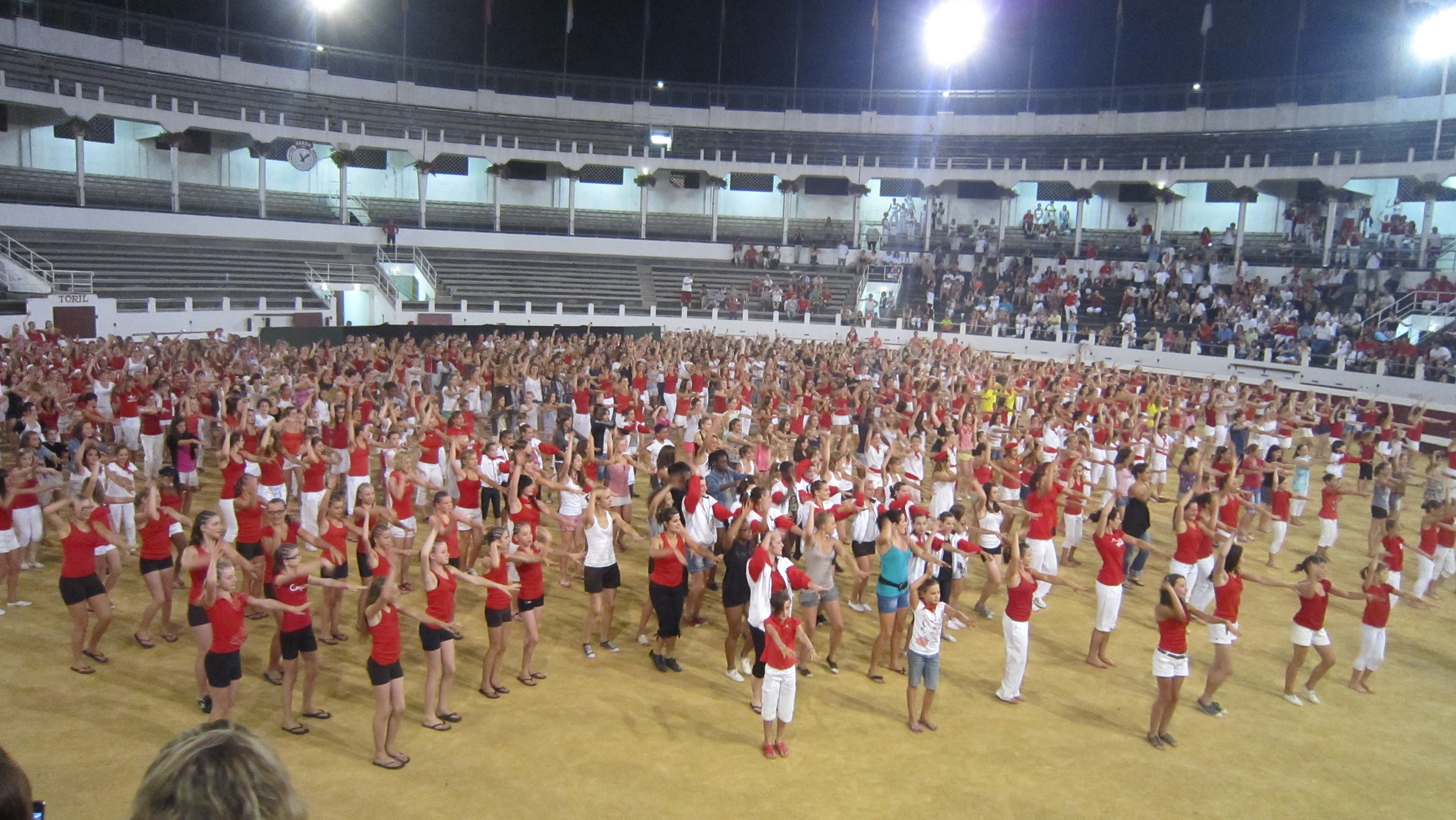
La convivialité lors des rassemblements fédéraux est un impératif de la FSCF. Ici, les festivités du championnat fédéral féminin 2011 dans les arènes de Dax.

### Nature et évolution
En un siècle, la FSCF est passée d’une poignée de gymnastes masculins et de musiciens à 230 000 licenciés, dont 63 % de féminines. De grandes associations de la FSCF ont marqué l’histoire du sport français, telles que : la Flèche de Bordeaux créée en 1861 ou encore la Nicolaïte de Chaillot en gymnastique, l’Association de la jeunesse auxerroise (AJA) et les Coqs rouges de Bordeaux pour le football, la Saint-Thomas-d’Aquin du Havre, premier club affilié à la Fédération française de basket-ball (FFBB) lors de la création de celle-ci en 1932, l'Éveil sportif Sainte-Marie de La Guillotière de Lyon, Championnet Sports et l’Alsace de Bagnolet pour le basket. Citons encore les Spartiates d’Oran, champions de basket-ball de la communauté française en 1949.
En 2013, avec 1 649 associations affiliées et 230 384 licenciés, la FSCF compte encore de grands clubs régionaux contemporains, à l’instar de la Patriote Entrain Saint-Denis de Lyon, l’Association sportive et culturelle Bonne Garde de Nantes, l’Union Saint-Bruno de Bordeaux, la Tour d'Auvergne de Rennes et son voisin les Cadets de Bretagne, l'Avant-Garde de Saint-Denis, le Centre sportif et culturel Laetitia de Nantes, la Cambronnaise de Saint-Sébastien-sur-Loire ou la Jeune Garde de Villefranche mais, conformément à l’esprit d’origine, la majorité de ses membres continue à œuvrer plus modestement, auprès des publics défavorisés, en dépit des crises que la FSCF a subies ; c’est le cas, par exemple, de l’Étoile sportive des Champioux et de sa voisine la Saint-Georges d’Argenteuil, du Chantier de Paris ou de la Semeuse de Nice.

### Les labellisations
Si beaucoup d’associations sont encore d’anciens patronages, la FSCF enregistre une proportion importante d’adhésions nouvelles de structures adhérant à son projet pédagogique et/ou intéressées par la participation aux évènements sportifs ou culturels qu’elle propose.
Aussi, afin de mieux marquer sa spécificité, elle s’engage depuis 2000 dans une politique de labellisation de ses associations à partir de quatre labels : 
- le « label famille »[LJ 20] à destination des associations engagées dans l’intergénérationnel et la multi-activités ;
- le label « Enfanc’éveil » garantissant la démarche éducative de l’éveil des moins de 6 ans ;
- le label « Sport et santé » destiné à soutenir les initiatives des structures engagées dans le développement du sport-santé ;
- le label « Développement durable »[LJ 21], émanant du CNOSF, attribué à une structure pour un évènement ou une action inscrits dans cette démarche.

## Relations internationales

### LaFICEP
La FSCF est affiliée à la FICEP, dont le docteur Paul Michaux et son secrétaire général Charles Simon ont initié la création à Nancy en 1911 sous la présidence italienne de Mario di Carpegna. Depuis cette date, elle assure la présidence de cette fédération internationale de 1931 à 1954 (François Hébrard), puis de 2003 à 2009 (Clément Schertzinger) et le secrétariat général de façon continue de 1931 à 2003 (Armand Thibaudeau, Robert Pringarbe, Clément Schertzinger) puis à nouveau à partir de 2011 (Anne Cordier). Notons que Marie-Thérèse Eyquem et Gabriel Maucurier y ont assumé, après la guerre de 1939-1945, des fonctions techniques pionnières et déterminantes. Depuis Robert Pringarbe, Max Éraud, Jacques Gautheron et Clément Schertzinger ont successivement représenté le Vatican auprès de la commission pour le développement du sport du Conseil de l'Europe.
La FSCF a organisé à Nancy du 28 au 30 avril 2011 un congrès international regroupant 13 nations pour célébrer le centenaire de la FICEP.

### Quelques personnalités étrangères liées à la FSCF
Deux participants au stage de football de 1949 à Dinard deviennent célèbres dans leurs pays respectifs : 
- Boniface Massengo, joueur des Diables noirs de Brazzaville, devient chef de cabinet du secrétaire d’État jeunesse et sports de la République du Congo[39] ;
- Philibert Tsiranana devient, en 1959, le premier président de la République malgache avec laquelle la FSCF entretient toujours des rapports privilégiés à travers son homologue malgache, la Madagaskar Fitaizana ny Herin’ny Zatovo Malagasy (FIHEZAMA) dont elle soutient l'action.